# Avion de ligne

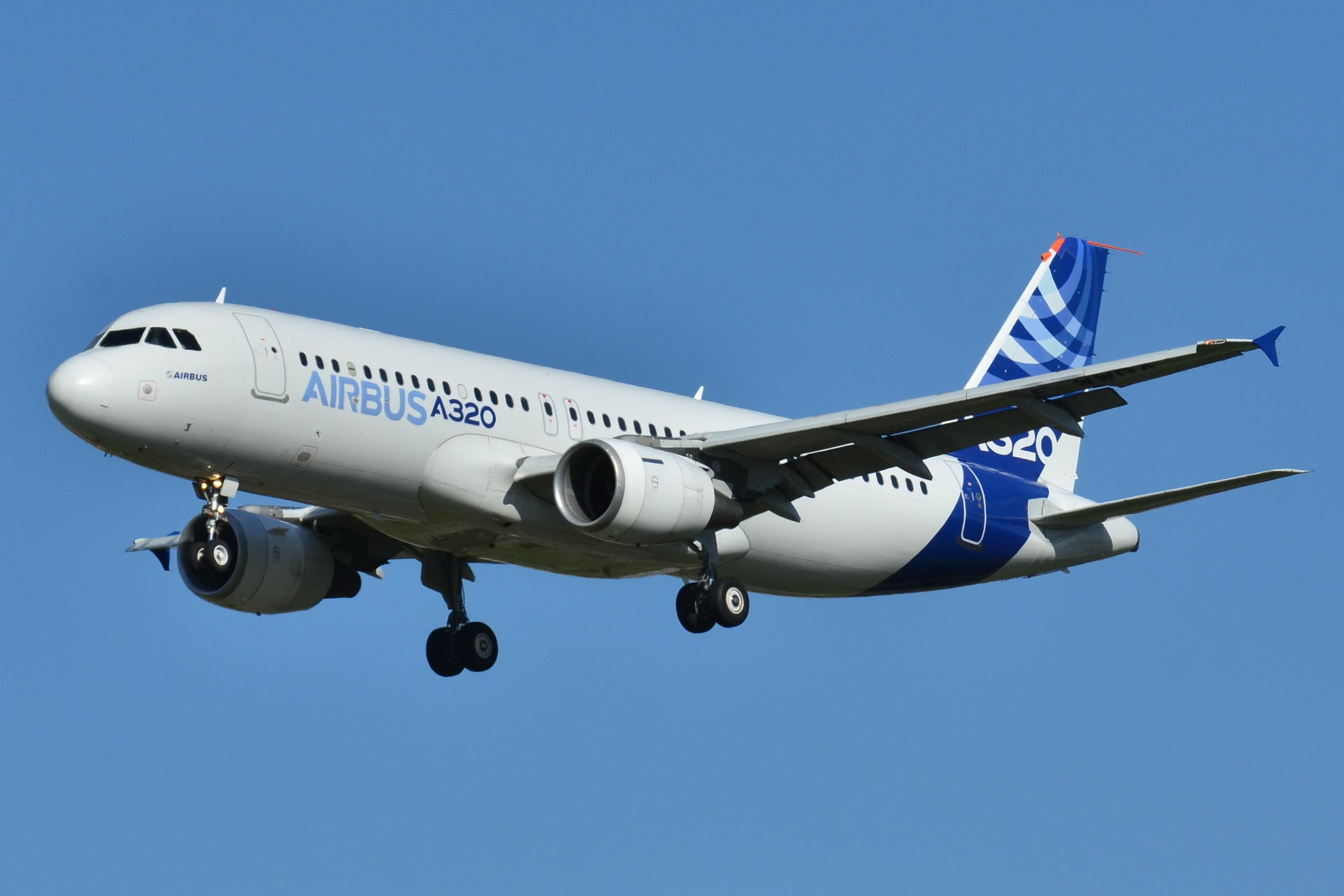
L'Airbus A320, l'avion de ligne le plus vendu au monde.

Un avion de ligne est un avion utilisé pour le transport de passagers sur des bases commerciales. Les avions de ligne sont, le plus souvent, exploités par des compagnies aériennes qui en sont propriétaires ou locataires. Ils desservent des lignes régulières, ou sont affrétés pour le transport de groupes à partir et à destination d'aéroports commerciaux. En moyenne, ils volent à une altitude de 17 000 à 40 000 pieds (5 200 à 12 200 m) et à une vitesse de croisière comprise entre 810 et 920 km/h. Les deux plus grands constructeurs d'avions de ligne au monde sont Airbus et Boeing.
La grande majorité des avions de ligne en service sont conçus exclusivement pour ces types d'utilisations, mais dans la première moitié du XXe siècle ils ont souvent été développés à partir d'avions militaires de type bombardier ou transport. Beaucoup existent aussi en version cargo pour le transport de fret ou en version combinée passagers-cargo. Les anciens appareils revendus sur le marché de l'occasion sont souvent transformés pour le transport du fret. Quelques appareils ont été aménagés pour le transport de personnalités (chefs d'État), sont utilisés comme avions d'affaires ou connaissent des applications militaires (transport de troupes, ravitaillement en vol, etc.).

## Définition
La définition varie suivant les pays mais il s'agit typiquement d'avions équipés de plus de vingt sièges pour passagers et dont la masse à vide est supérieure à 22 680 kg. En deçà de ces limites il s'agit d'avions taxis et d'avions d'affaires, qui ne sont pas soumis aux mêmes règles d'exploitation. D'une manière générale, les avions de ligne peuvent être classés selon leur distance parcourue ou leur capacité (nombre de passagers) :
- les avions de ligne sont classés en court - moyen - long courrier. Cette définition n'est pas normalisée. Par exemple, Air France appelle court-courrier les vols intérieurs, moyen-courrier les vols européens et nord-africain, long-courrier les vols plus lointains et en particulier transocéaniques. De manière générale, les vols court-courriers sont d'une distance de l'ordre de 500 km, les moyen-courriers concernent les vols dont la durée n'excède pas 3 h à 3 h 30 et dont la distance est inférieure à 5 000 km, et les vols long-courriers atteignent 15 000 km de distance ;
- de même les termes petit / moyen / gros porteur désigne les avions capables d'emporter moins de 70 / entre 70 et 200 / plus de 200 passagers. Le développement d'avions susceptibles d'emporter plus de 500 passagers ouvre la catégorie des très gros porteurs.

Tous les avions moyen ou long-courriers sont propulsés par réacteurs. Les avions court-courriers, ou avions de transports régionaux, sont équipés aussi bien de réacteurs que de turbopropulseurs (turbines entraînant une hélice). Les avions à turbopropulseurs volent à des vitesses inférieures (450 à 550 km/h) à celles des jets, mais consomment moins et se révèlent économiquement intéressants sur les petites distances.

## Caractéristiques
Les caractéristiques principales d'un avion de ligne sont la capacité d'emport, généralement exprimée en nombre de passagers, la distance franchissable et la vitesse. En fonction de leur réseau les compagnies aériennes, principales clientes des constructeurs, peuvent aussi être intéressées par d'autres caractéristiques telles que l'aptitude à utiliser des aéroports secondaires (pistes généralement plus courtes et infrastructures d'accès à l'avion basiques) ou des conditions climatiques particulières (desserte d'aéroports en altitude ou régions chaudes) voire des facteurs comme la diminution du temps de rotation (durée nécessaire au débarquement, remise en ordre, avitaillement et embarquement entre deux vols). Pour les compagnies l'une des caractéristiques majeures est le coût d'exploitation qui intègre aussi des facteurs non techniques tels que les frais de personnel, les redevances et taxes, etc. Les éléments de ce facteur ont beaucoup varié au cours du temps, l'augmentation continue du coût des carburants depuis les années 1970 est devenu un facteur majeur des évolutions techniques : un gain de 1 ou 2 % sur la consommation spécifique, obtenu par une amélioration de l'aérodynamique, une diminution de la masse ou un meilleur rendement des moteurs, est un argument prédominent pour le renouvellement des flottes des compagnies aériennes.
La plupart des compagnies aériennes, en tout cas les plus importantes, ont des réseaux qui intègrent des lignes de nature diverses, du court au long courrier, de faible à forte densité de passagers. Le choix d'un avion adapté à chaque type de segment est judicieux pour les coûts directs d'exploitation mais est pénalisant pour la maintenance et la formation des équipages. Les constructeurs d'avions de ligne tentent de répondre à ce dilemme en développant des appareils ayant des caractéristiques communes. La technique la plus courante et la plus ancienne consiste à proposer un modèle d'avion en plusieurs longueurs et donc jouer sur la capacité tout en conservant les autres caractéristiques. Plus récemment les constructeurs ont développé des familles d'avions, c'est-à-dire des modèles différents mais dont certaines caractéristiques majeures sont communes : un poste de pilotage identique permet, par exemple, de faciliter la formation ou la transition des équipages.
La plupart des avions sont achetés ou loués par des compagnies aériennes qui les utilisent pour exploiter un réseau de lignes régulières. Les appareils sont aussi utilisés pour les organisateurs de voyages de groupes, les compagnies charter. La plupart des avions de ligne connaissent également une version cargo pour le transport de fret ou une version combinée passagers-cargo.
La notion de « famille » initiée par Airbus est très appréciée par les compagnies. Deux des coûts d'exploitation les plus importants des compagnies aériennes sont la maintenance des avions et la formation des équipages. En développant des appareils ayant un grand nombre de caractéristiques communes aussi bien sur les plans matériel que logiciel, d'une part les pilotes peuvent travailler sur plusieurs modèles en même temps, les coûts de formation des équipages sont réduits. D'autre part la maintenance bénéficie d'économies d'échelle et d'une gestion plus souple.
C'est cette recherche d'optimisation des coûts qui conduit également les compagnies à passer de grosses commandes sur un nombre réduit de modèles. Cela permet par ailleurs de négocier auprès des constructeurs d'importantes réductions sur les prix à l'achat : le prix catalogue est reconnu comme étant un prix indicatif. Ainsi certaines compagnies ne possèdent qu'un nombre limité de type d'avion. C'est particulièrement visible chez les compagnies low-cost : à titre d'exemples, Easyjet a dans sa flotte deux modèles d'Airbus de la gamme A320 (A319, A320), et Ryanair un seul modèle, le Boeing 737.
Toutefois les plus grandes compagnies aériennes, telles qu'Air France, Lufthansa, British Airways, etc. préfèrent, pour maintenir une certaine concurrence, garder au moins deux fournisseurs différents et achètent souvent à la fois des Boeing et des Airbus qui ont des gammes similaires. Même les compagnies japonaises qui ont pris l'habitude de se fournir uniquement chez Boeing optent parfois pour Airbus : Japan Airlines a signé en octobre 2013 une commande ferme pour 31 Airbus A350.
Dans le même esprit de concurrence, la plupart des avions de ligne proposent depuis l'Airbus A300 de 1974 un choix dans la motorisation. En général, ce sont des réacteurs General Electric, Pratt & Whitney, Rolls-Royce ou CFM.
Le succès d'Airbus est dans un premier temps venu de ces différents choix stratégiques appréciés par les compagnies aériennes.

### Avions remarquables

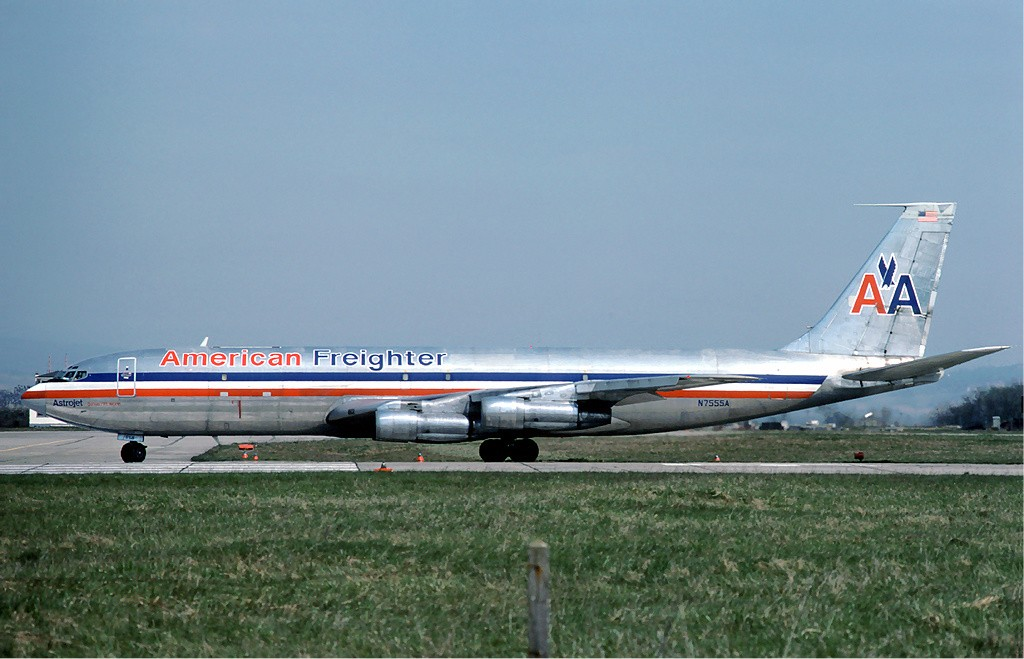
Boeing 707 de la compagnie American Airlines.

Après la Seconde Guerre mondiale, les compagnies aériennes ont largement exploité des Douglas DC-3 militaires reconvertis, dont la production a dépassé les 10 000 exemplaires pendant la guerre.
Les Douglas DC-4 puis DC-6 d'une part, les Lockheed Constellation et Super Constellation propulsés par quatre moteurs à pistons d'autre part, ont permis l'ouverture de lignes transcontinentales puis transatlantiques avec escales. Ils restent associés à l'image d'un transport aérien de luxe, réservé à une élite, et qui fonctionne en concurrence avec les lignes maritimes transatlantiques.
Le Boeing 707, quadriréacteur pouvant emporter jusqu'à 180 passagers sur plus de 6 000 km, n'est pas le premier avion de ligne à réaction, mais c'est le premier à connaître le succès commercial. Il a ouvert la voie au transport aérien de masse et a initié la suprématie de Boeing sur le marché des avions de ligne.
Le Boeing 727, triréacteur court- /moyen-courrier, est longtemps resté l'avion le plus vendu au monde.
D'autres appareils américains sont les Douglas DC-8, DC-9 et DC-10, ou encore les Lockheed L-1011 TriStar. En France, la Caravelle construite par le constructeur français SNIAS-Aérospatiale a connu un succès très relatif par rapport aux produits américains. Cependant, elle a permis le maintien d'une industrie aéronautique française autonome qui s'illustrera, plus tard, avec les Airbus.
Le Boeing 747 est un quadriréacteur pouvant emporter jusqu'à près de 500 passagers ou capable de parcourir plus de 10 000 km. Son pont supérieur à l'avant de l'appareil en fait l'un des appareils les plus facilement reconnaissables. Il a été le seul très gros porteur (les « Jumbo Jet » et « Superjumbo ») entre 1968 et l'apparition de l'Airbus A380 en 2007. Il est encore en service en 2013 et toujours construit dans des versions modernisées.
Le Concorde, un avion franco-britannique construit par le français Aérospatiale et l'anglais British Aerospace, effectue son premier vol en 1969. Il s'agit du seul avion de ligne supersonique commercialisé à ce jour — un concurrent soviétique, le Tupolev Tu-144, encore appelé Concordski, a très vite, pour des raisons de fiabilité, été retiré du marché. C'est un quadriréacteur capable d'emporter 100 passagers sur un vol transatlantique à la vitesse de Mach 2. Seules deux compagnies, Air France et British Airways, l'ont exploité, sur la ligne entre Paris ou Londres et New York jusqu'en 2003.
En Europe, la création du GIE Airbus, qui regroupe des constructeurs français, britanniques, allemands et espagnols, a permis de lancer l'Airbus A300 en 1972, un bi-réacteur moyen/long courrier gros porteur.
La gamme Airbus s'enrichit en 1988 avec l'Airbus A320, un avion moyen-courrier de 150 places. Airbus commercialisera ensuite des dérivés, l'A321 rallongé et de 185 places, l'A319, raccourci, de 125 places, et enfin A318, encore plus raccourci, de 107 places. L'A320 constitue le premier appareil à disposer de commandes de vol entièrement numériques — le « Fly-By-Wire ». La « famille A320 » est l'avion qui a assuré la viabilité économique et le succès du GIE.
L'année 2005 voit le premier vol expérimental de l'Airbus A380, quadriréacteur long courrier et très gros porteur qui peut emporter jusqu'à 853 passagers en classe unique sur deux ponts superposés. Ce dernier a effectué son premier vol commercial sous les couleurs de Singapore Airlines le 25 octobre 2007.

### Caractéristiques d'un avion de ligne
| Date de mise en service | Modèle d'avion    | Vitesse maximale (km/h) | Nombre de sièges | Rayon d'action |
| ----------------------- | ----------------- | ----------------------- | ---------------- | -------------- |
| 1925                    | Fokker F.II       | 120                     | 8                | 1200           |
| 1928                    | Ford Stout 4-AT-B | 179                     | 14               | 885            |
| 1933                    | Boeing 247D       | 321                     | 10               | 1200           |
| 1934                    | Douglas DC-2      | 325                     | 14               | 1750           |
| 1936                    | Douglas DC-3      | 370                     | 21               | 3420           |
| 1942                    | Douglas DC-4A     | 443                     | 55               | 6839           |
| 1946                    | Lockheed L-049    | 504                     | 55               | 5630           |
| 1950                    | Lockheed 1049     | 595                     | 95               | 5630           |
| 1952                    | DH Comet 1        | 789                     | 48               | 2415           |
| 1959                    | Boeing 707        | 981                     | 150              | 6800           |
| 1970                    | Boeing 747        | 1070                    | 350              | 13450          |

| Modèle d'avion | Fin 2000 | Mi-2006 |
| -------------- | -------- | ------- |
| Airbus A320    | 217      | 337     |
| Airbus A321    | 0        | 28      |
| Airbus A330    | 6        | 29      |
| Boeing 717     | 15       | 36      |
| Boeing 727     | 505      | 152     |
| Boeing 737     | 1 247    | 1 201   |
| Boeing 747     | 171      | 126     |
| Boeing 757     | 571      | 612     |
| Boeing 767     | 326      | 323     |
| Boeing 777     | 98       | 123     |
| DC-8           | 117      | 65      |
| DC-9           | 339      | 177     |
| DC-10          | 146      | 52      |
| MD-10          | 0        | 47      |
| MD-11          | 52       | 79      |
| MD-80          | 639      | 467     |
| MD-90          | 21       | 16      |
| Embraer 190    | 0        | 17      |
| Fokker 100     | 115      | 0       |
| Lockeed L-1011 | 34       | 4       |
| TOTAL          | 4 881    | 4 315   |

## Historique

### Avant la Seconde Guerre mondiale

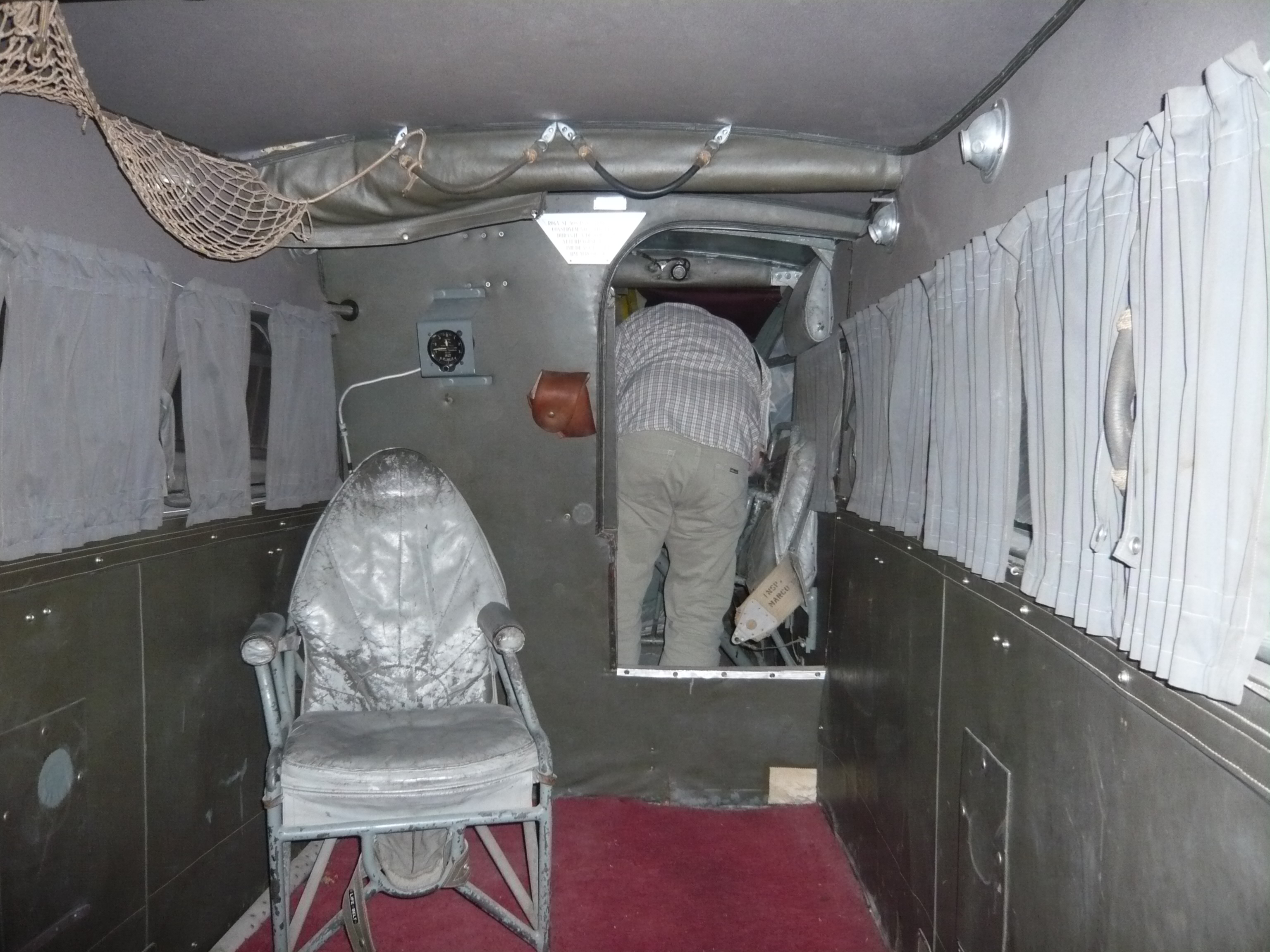
Cabine d'avion du De Havilland DH.89 Dragon Rapide dans les années 1930.

L'aviation commerciale permettait déjà avant la Deuxième Guerre mondiale de faire le tour du monde. Il fallait cependant faire preuve d'une patience infinie, d'une grande tolérance au bruit, aux vibrations et aux très nombreuses escales inconfortables.
Ainsi par exemple, un passager pouvait partir de Port Washington dans la banlieue de New York pour se rendre à Marseille à bord d'un Boeing 314 de la Pan American, via les Açores et Lisbonne - la liaison commerciale avec passagers a été établie le 28 juin 1939. Ensuite, un vol Air France permettait de rejoindre Saigon au Viêt Nam depuis le premier trimestre 1938, et Hong Kong depuis août 1938. Cette liaison entre Marseille et Hong Kong se faisait en 7 jours et 18 escales, dont 52 heures de vol à bord d'un Dewoitine 338. À partir de Hong Kong, le passager pouvait depuis mai 1937 poursuivre jusqu'à Manille aux Philippines par un vol à haut risque à bord d'un Sikorsky S-42 B de la Pan American. De Manille à San Francisco, via Guam, Wake et Hawaï, le voyageur pouvait emprunter depuis octobre 1936 un Martin M-130 de la Pan American. Pour terminer son tour du monde, le voyageur pouvait entre San Francisco et New York à bord d'un Douglas DC-3 choisir sa compagnie aérienne et ses escales.
Ces avions n'étaient pas pressurisés, pas climatisés, volaient rarement à plus de 2 000 mètres d'altitude et ne pouvaient pas éviter les zones de fortes turbulences. Enfin le coût d'un tel tour du monde était l'équivalent de 20 000 euros. Malgré tout, le transport aérien de passagers à l'échelle continentale, à travers l'Europe ou les États-Unis, était déjà presque de la routine. Depuis de nombreuses années, l'aviation transportait le courrier postal sur ces lignes.
Les hydravions perdent au cours de la Seconde Guerre mondiale leur prééminence sur les liaisons transocéaniques. Des avions militaires, d'abord le Convair Liberator à partir de 1941, puis à partir de 1942 le Douglas C-54 Skymaster, la version militaire du DC-4, dominent le transport aérien au-dessus des océans, de l'Asie et de l'Afrique.
Avant la Deuxième Guerre mondiale, les constructeurs américains dominent techniquement et commercialement leurs concurrents européens. Ainsi, le Douglas DC-3, l'avion le plus économique de son époque ; le Lockheed L-18 Lodestar qui était le premier avion de ligne équipé d'une soute à bagages sous la cabine ; le Boeing 314 qui était l'hydravion le mieux adapté aux liaisons transocéaniques ; ou encore le Boeing 307 qui était le premier avion de ligne à cabine pressurisée. La pressurisation des cabines permet à l'avion de voler au-dessus de la majorité des intempéries et apporte un confort décisif aux passagers.
Les constructeurs de la cote Ouest des États-Unis, Boeing (Seattle, Washington), Douglas (Long Beach, dans la banlieue sud-est de Los Angeles), Lockheed (Burbank, dans la banlieue nord-ouest de Los Angeles) et Convair (San Diego, au sud de la Californie à la frontière mexicaine), dominent le marché des avions de ligne à moteurs à pistons sans rencontrer de concurrent sérieux. L'hégémonie américaine ne sera relativement remise en question qu'à partir des années 1950 avec le développement des turbopropulseurs et des turboréacteurs, par les Britanniques suivis par les Français.
| Appareil                      | Pays        | Type      | Masse maximale (kg) | Charge utile / Masse maximale | Nombre de sièges | Puissance au décollage (ch) | Vitesse de croisière (km/h) | Date de mise en service |
| ----------------------------- | ----------- | --------- | ------------------- | ----------------------------- | ---------------- | --------------------------- | --------------------------- | ----------------------- |
| Douglas DC-3                  | États-Unis  | Avion     | 11.430              | 33,1 %                        | 11 à 21          | 2x 1000 à 1200              | 309 à 333                   | juin 1936               |
| Dewoitine 338                 | France      | Avion     | 10992 à 11800       | 29,4 % à 34,2 %               | 6 à 22           | 3x 650                      | 295                         | 1937                    |
| Fiat G.18                     | Italie      | Avion     | 8670                | 31,9 %                        | 18               | 2x 700                      | 280                         | 1937                    |
| Lockheed 14                   | États-Unis  | Avion     | 7940                | 37,0 % à 41,1 %               | 14               | 2x 900 à 1200               | 346 à 386                   | octobre 1937            |
| Focke-Wulf Fw 200A Condor     | Allemagne   | Avion     | 14.600              | 32,9 %                        | 26               | 4x 720                      | 325                         | 1938                    |
| Junkers Ju 90B                | Allemagne   | Avion     | 23000               | 30,4 %                        | 40               | 4x 830                      | 320                         | 1938                    |
| Bloch 220                     | France      | Avion     | 9500                | 28,4 % à 29,3 %               | 16               | 2x 985                      | 280                         | 1938                    |
| Savoia Marchetti S.M.75       | Italie      | Avion     | 14500               | 34,5 %                        | 24 à 30          | 3x 750                      | 325                         | 1938                    |
| Short S.30                    | Royaume-Uni | Hydravion | 21780 à 24200       | 43,4 % à 49,1 %               | 16 à 24          | 4x 890                      | 265                         | octobre 1938            |
| De Havilland D.H.91 Albatross | Royaume-Uni | Avion     | 13380               | 28,0 %                        | 22               | 4x 525                      | 338                         | novembre 1938           |
| Boeing 314                    | États-Unis  | Hydravion | 37420               | 39,1 %                        | 40 à 74          | 4x 1500                     | 294                         | juin 1939               |
| Savoia Marchetti S.M.83A      | Italie      | Avion     | 12150               | 34,0 %                        | 6 à 10           | 3x750 à 1000                | 400                         | décembre 1939           |
| Lockheed 18 Lodestar          | États-Unis  | Avion     | 9525                | 46,4 %                        | 18               | 2x 875 à 1200               | 317 à 330                   | mars 1940               |
| Boeing 307                    | États-Unis  | Avion     | 19050               | 27,8 %                        | 33               | 4x 900                      | 354                         | juillet 1940            |

### L'après-guerre
Fin 1944, 54 nations, alliés et neutres, se réunissent à Chicago pour planifier et codifier le transport aérien en prévision de l'après guerre. Ils créent ainsi l'Organisation de l'aviation civile internationale (OACI). En avril 1945, l'Association internationale du transport aérien, organisation professionnelle qui réunit les principales compagnies aériennes du monde, à l'exception de celles de l'URSS et plus tard de la Chine populaire, est relancée. Les sièges de l'OACI et de l'IATA sont installés à Montréal.
Après la guerre aux États-Unis, les principales compagnies aériennes à proposer des vols intérieurs étaient American Overseas, Braniff, Capital, Continental, Delta, Eastern, National, Northeast, Northwest, TWA, United et Western. Deux compagnies proposaient uniquement des vols internationaux, Pan American et Panagra. Enfin, American Overseas Airlines et TWA étaient les deux seules compagnies à proposer à la fois un réseau intérieur et un réseau international. Ce cloisonnement entre les compagnies intérieures et les compagnies internationales s'estompera. American Overseas est rachetée par Pan American en septembre 1950, Panagra par Braniff en 1967. Pan American World Airways est la compagnie aérienne dominante sur le réseau international après la Seconde Guerre mondiale, et sa commande de Boeing 707 et Douglas DC-8 a révolutionné le transport aérien.
En Europe après la guerre, le Douglas DC-3 de 1936, produit massivement (10.930 en version militaire « Dakota », 800 exemplaires civils), reste longtemps très utilisé par les compagnies européennes. Il est d'ailleurs encore aujourd'hui l'avion toutes versions confondues le plus produit de tous les temps. Sur la ligne de l'Atlantique Nord, les appareils utilisés dès 1946 pour des vols réguliers à deux escales sont le Douglas DC-4 de 1938 et le Lockheed Constellation de 1943. En 1946, le vol Londres - New York coûte 375 dollars (3 900 dollars de 2005) pour un aller simple, 675 dollars (7 030 dollars 2005) pour un aller-retour. Ces avions ne proposaient qu'une seule classe, les DC-4 et Constellation devaient faire escales en Irlande, en Islande et au Labrador. Londres - New York durait 23 h 48 min, temps d'escales compris, et le retour qui bénéficiait de vents favorables durait 19 h 50 min.
Le trafic aérien mondial (hors URSS et Chine) passe de 9 millions de passagers en 1946 à 88 millions de passagers en 1958 à la mise en service des premiers avions de ligne à réaction. En 2002, le trafic mondial (ex-URSS et Chine incluses) sera de 1 615 millions de passagers.
Les avions russes et ukrainiens n'ont été vendus qu'en URSS et dans sa zone d'influence. Le monde de l'aéronautique après la Seconde Guerre mondiale se scinde donc entre les constructeurs soviétiques et les constructeurs occidentaux. La Chine ne possède pas alors d'industrie aéronautique, et à la suite des restrictions nées de la Seconde Guerre mondiale, l'industrie aéronautique japonaise ne développe pas de programmes d'avion de ligne propres.
L'industrie aéronautique soviétique doit respecter à des règles et des conditions trop différentes de celles de l'Occident pour que les avions de ligne soient directement concurrents. Les avions de ligne soviétiques doivent pouvoir opérer à partir d'aérodromes mal équipés (approvisionnement en carburant, pistes, infrastructures souvent sommaires) et dans des conditions climatiques particulièrement difficiles. Ces avions doivent être plus robustes donc plus lourds, plus puissants donc plus motorisés, que les appareils occidentaux. Ils consomment finalement beaucoup de carburant. D'autre part, les réacteurs soviétiques nécessitent des révisions plus fréquentes que les réacteurs anglo-saxons. Il en résulte que les coûts d'exploitations de ces avions de ligne sont beaucoup plus élevés que leurs homologues occidentaux et qu'ils ne sont pas compétitifs. D'autant plus qu'au départ, proposer des voyages internationaux à bas prix aux camarades travailleurs n'est pas une priorité du PCUS. Ils ne connurent donc aucun succès commercial en dehors du bloc soviétique.

### Début des turboréacteurs
Le principe de la propulsion par un moteur à réaction date du début du XXe siècle, avec le dépôt d'un premier brevet en 1908 par un Français. Cependant, les pionniers aussi bien américains qu'européens sont d'abord ignorés. Ainsi la phrase d'un expert du bureau national de la Standardisation aux États-Unis en 1922 : « Il n'y a aucune possibilité que la propulsion par réaction… ait un jour une quelconque utilisation, même pour des applications militaires ». Ou encore celle du sous-secrétaire d'État à l'Air du Royaume-Uni en 1934 : « Les investigations scientifiques concernant les possibilités d'utilisation de la propulsion à réaction n'ont donné aucune indication qu'elle puisse un jour se présenter comme un concurrent sérieux au binôme hélice / moteur à pistons ».
Les premiers développements significatifs ont lieu pendant la Seconde Guerre mondiale, aux États-Unis, au Royaume-Uni et en Allemagne. La propulsion à réaction fut donc d'abord développée par et pour l'industrie militaire. Les premiers avions à réaction expérimentaux sont l'Heinkel He 280 V1 allemand et le Gloster E.28/39 britannique en avril 1941. Puis les Allemands, les Britanniques et les Américains produisent en série des chasseurs et des bombardiers à réaction. Le prototype du bombardier lourd Boeing B-47 de 73,7 tonnes à six réacteurs vole pour la première fois le 17 décembre 1947. Avant-gardiste, ce bombardier possède les caractéristiques encore utilisées au XXIe siècle pour les avions de transport, à savoir des ailes en flèche et des réacteurs en nacelles sous les ailes. Il est produit à 2 300 exemplaires et permet à Boeing d'acquérir la technologie qui lui permettra de dominer le marché de l'aviation civile pendant plus de 40 ans.
| Messerschmitt Me262 V3                                         | Allemagne        | juillet 1942   |
| Bell XP-59A à réacteurs britanniques Whittle                   | États-Unis       | octobre 1942   |
| Gloster Meteor                                                 | Royaume-Uni      | mars 1943      |
| de Havilland Vampire                                           | Royaume-Uni      | septembre 1943 |
| Lockheed Shooting Star à réacteurs britanniques Halford        | États-Unis       | janvier 1944   |
| Lockheed Shooting Star à réacteurs américains General Electric | États-Unis       | juin 1944      |
| Heinkel Volksjäger                                             | Allemagne        | décembre 1944  |
| McDonnell XFD-1                                                | États-Unis       | janvier 1945   |
| Bell XP-83                                                     | États-Unis       | février 1945   |
| Nakajima Kikka                                                 | Japon            | août 1945      |
| Yakovlev Yak-15                                                | Union soviétique | avril 1946     |
| Mikoyan et Gourevitch MiG-9                                    | Union soviétique | avril 1946     |
| SNCASO 6000 Triton, à réacteurs allemands Junkers              | France           | novembre 1946  |
| Saab 21R                                                       | Suède            | mars 1947      |
| I.Aé 27 Pulqui                                                 | Argentine        | août 1947      |

| Arado Ar234 V1            | Allemagne   | juin 1943     |
| Arado Ar234 V8            | Allemagne   | février 1944  |
| Junkers Ju287 V1          | Allemagne   | août 1944     |
| Douglas XB-43             | États-Unis  | mai 1946      |
| North American XB-45      | États-Unis  | mars 1947     |
| Consolidated-Vultee XB-46 | États-Unis  | avril 1947    |
| Martin XB-48              | États-Unis  | juin 1947     |
| Boeing XB-47              | États-Unis  | décembre 1947 |
| English Electric Canberra | Royaume-Uni | mai 1949      |
| Vickers Valiant           | Royaume-Uni | mai 1951      |

L'expérience acquise par les Américains avec les bombardiers lourds fut décisive pour développer des avions de ligne à réaction. Cependant, le premier avion de ligne a réaction est le Comet de la société britannique de Havilland mis en service en 1952. Le Comet est un quadriréacteurs capable de transporter 44 passagers à 800 km/h, destinés aux vols moyen-courriers, et vole pour la première fois le 27 juillet 1949.
Après la guerre, les Français ne sont financièrement pas en mesure de développer la technologie du turboréacteur. Les Allemands n'ont pas le droit pendant les dix années qui suivent la chute du IIIe Reich de développer et de construire des avions. Les Américains eux doutent de la viabilité économique des turboréacteurs pour l'aviation civile et préfèrent patienter. Les turboréacteurs sont alors insuffisamment puissants et trop gourmands en carburant.
Lockheed, Convair et Douglas continuent à profiter du succès de leurs modèles à moteurs à piston, les Lockheed Constellation et Super Constellation, les Convair 240, 340 et 440 et les Douglas DC-6 et DC-7. Ils cherchent également plutôt à en développer des versions équipées de turbopropulseurs. Lockheed réfléchit bien au cours des années 1946-1950 à différents modèles à réaction mais finalement optera pour des turbopropulseurs pour son L-188 Electra de 1957.
Boeing est occupé essentiellement à ses activités militaires. Aux Pays-Bas, Fokker propose en 1946 le F26 Phantom équipé de 2 réacteurs Rolls-Royce Nene et capable de transporter 17 passagers sur 1 000 kilomètres. Cependant, les compagnies aériennes refusent ce modèle non rentable.
Les Britanniques par contre misent très tôt sur les turboréacteurs pour l'aviation civile. En 1942 et 1943, des comités d'études dirigés par Lord Brabazon of Tara (en) commencent à rechercher les solutions pour l'aviation commerciale d'après-guerre. Cinq catégories d'avions sont répertoriées : pour les liaisons Londres - New York sans escales, pour les lignes intra-européennes, pour les lignes entre la Grande-Bretagne et ses colonies, pour le transport postal transatlantique et pour les lignes intérieures. L'objectif de ces comités est de préparer une nouvelle génération d'avions de ligne équipés de turbopropulseurs et de turboréacteurs, et de permettre à l'industrie britannique de reprendre l'avantage après la guerre.
Ce travail fait en amont ainsi que la mise au point de turboréacteurs suffisamment fiables permettent aux britanniques de faire voler en juillet 1949 le de Havilland Comet 1, un avion de ligne équipé de 4 turboréacteurs de Havilland Ghost. Cet appareil est mis en service commercial le 2 mai 1952. Un autre avion de ligne à réaction est développé au même moment par la filiale canadienne du britannique A.V.Roe & Co Ltd (Avro Canada), et vole en aout 1949. Il s'agit de l'Avro Canada C-102 Jetliner équipé de réacteurs britanniques Rolls-Royce Avon. Cependant, privé de l'importation de ses réacteurs protégés par le Ministère de la Défense britannique, il ne sera jamais mis en service.
Ainsi, ce sont les Britanniques qui sont les précurseurs dans le domaine des avions de ligne à réaction. En France, il faudra attendre 1955 pour voir voler un premier avion de ligne à réaction, la Caravelle.

### L'industrie européenne après la Seconde Guerre mondiale

#### Concentration de l'industrie aéronautique allemande
Première puissance aéronautique mondiale avant la Seconde Guerre mondiale, l'industrie aéronautique allemande est mise sous la tutelle des alliés après la guerre et n'aura pas le droit de construire d'avions pendant dix ans.
En 1964, les constructeurs de Brême, Focke-Wulf et Weser Flugzeugbau fusionnent pour donner naissance à Vereinigte Flugtechnische Werke (VFW). VFW rachète Focke-Achgelis et Heinkel Flugzeugwerke en 1965.
En juin 1968, Messerschmitt AG fusionne avec Bölkow, une entreprise de petite construction aéronautique civile. Puis la nouvelle entreprise rachète Junkers et, en mai 1969, Hamburger Flugzeugbau, la filiale aéronautique de Blohm + Voss qui a construit des avions avant et pendant la Seconde Guerre mondiale. Messerschmitt-Bölkow-Blohm (MBB) est créé.
Entre 1969 et 1980, VFW s'associe au néerlandais Fokker et créent la joint-venture VFW-Fokker, chargée notamment de la construction du VFW 614, le premier avion commercial allemand depuis la fin de la Seconde Guerre mondiale. C'est la Zentralgesellschaft VFW-Fokker. En 1980, la joint-venture est dissoute et VFW est racheté par MBB.
Dans les années 1960, 1970 et 1980, MBB, VFW-Fokker et le motoriste Motoren und Turbinen Union (MTU) constituent la participation allemande au projet Airbus.
En 1985, Daimler-Benz rachète AEG, Dornier Flugzeugwerke, et la part qui lui manque dans MTU. L'ensemble des activités aéronautiques de Daimler-Benz sont regroupées en mai 1989 dans la société Deutsche Aerospace (DASA). Enfin en décembre 1989, DASA fait l'acquisition de MBB. La concentration de l'industrie aéronautique allemande est terminée.
DASA acquiert 35 % de Fokker en 1993, mais laisse le constructeur aéronautique néerlandais faire faillite en février 1996. En 1995, DASA devient Daimler-Benz Aerospace, et en 2000, Daimler-Benz Aerospace fusionne avec le français Aerospatiale-Matra pour former EADS.

#### Fokker
Le constructeur néerlandais a connu son heure de gloire dans les années 1920 et 1930 où il est devenu le plus important constructeur aéronautique au monde. L'avion de ligne trimoteur F.VII a été utilisé par 54 compagnies aériennes dans le monde et possédait 40 % du marché américain en 1936. Il se partageait le marché européen avec l'allemand Junkers.
En 1958, Fokker lance le F.27 Friendship qui deviendra le plus grand succès d'après-guerre du groupe et l'avion de ligne à turbopropulseurs le plus vendu au monde. Le F.27 a été produit aux États-Unis pour le marché américain sous licence par Fairchild à 206 exemplaires. En 1962, le F.27 est suivi par l'avion court-courrier à réaction F.28 Fellowship.
Dans les années 1980, Fokker cherche à moderniser sa gamme, le F.27 avec le Fokker 50 et le F.28 avec les Fokker 100 et 70. Le développement de ces nouvelles versions mettent l'entreprise en difficulté financière et Fokker échappe à la banqueroute en 1987 grâce à l'aide du gouvernement néerlandais. En contrepartie, Fokker doit rechercher un partenaire industriel, ce sera DASA. Mais face à la concurrence de Bombardier et d'Embraer, les ventes de ses nouveaux appareils dans les années 1990 sont décevantes et Fokker dépose le bilan en février 1996.

#### Concentration de l'industrie aéronautique britannique
Au lendemain de la Seconde Guerre Mondiale, l'industrie aéronautique britannique compte 35 entreprises de type familial, soit 27 avionneurs et 8 motoristes. En 1959, Hawker Siddeley rachète de Havilland Aircraft et Blackburn Aircraft sous la pression du gouvernement britannique. En 1960, British Aircraft Corporation nait du regroupement de Vickers-Armstrong, English Electric, Hunting Aircraft et Bristol Aeroplane. Handley Page pour sa part fait faillite et est liquidée en 1969.
Dans les moteurs, Rolls-Royce rachète Bristol Siddeley Engines en 1966. Les difficultés techniques rencontrées sur le développement du premier réacteur à double flux et fort taux de dilution de Rolls-Royce, le RB211, conduisent l'entreprise au dépôt de bilan et à sa nationalisation en 1971. Au cours des années 1980, le RB211, qui se révèle être une réussite technique, permettra au motoriste de devenir un acteur de premier plan du secteur aéronautique, et l'un des principaux motoristes aux côtés de General Electric et Pratt & Whitney. Rolls-Royce équipe 17 avions de ligne différents dans les années 1980, contre 14 pour General Electric et 10 pour Pratt & Whitney. Rolls-Royce sera privatisé par le gouvernement Thatcher en 1987.
En 1977, quatre entreprises nationalisées et bénéficiaires sont regroupées : British Aircraft Corporation, Hawker Siddeley Aviation, Hawker Siddeley Dynamics et Scottish Aviation. La nouvelle société, British Aerospace, est le leader européen de la construction aéronautique, avec 67 000 salariés et un chiffre d'affaires de GBP 800 millions. L'entreprise est structurée en deux divisions distinctes, Aircraft Group et Dynamics Group. British Aerospace rejoint le GIE Airbus en 1979, dix ans après le retrait du gouvernement britanniques du projet.

#### Concentration de l'industrie aéronautique française
En 1936 et 1937, le gouvernement français nationalise les constructeurs de matériel de guerre, et sont créées la Société nationale des constructions aéronautiques du sud-est (SNCASE), la Société nationale des constructions aéronautiques du sud-ouest (SNCASO) et la Société nationale des constructions aéronautiques du Nord (SNCAN). Dans les années 1950, la SNCASE est le constructeur de la Caravelle. En 1957, la fusion de la SNCASE avec la SNCASO crée Sud-Aviation. La SNCAN devient Nord-Aviation en 1958. En 1970, Sud-Aviation, Nord-Aviation et la Société pour l'étude et la réalisation d'engins balistiques (SEREB) sont regroupés dans une nouvelle entité, la Société nationale industrielle aérospatiale (SNIAS). La SNIAS est rebaptisée Aérospatiale en 1978.
Sud-Aviation et le motoriste SNECMA constituent la contribution française au développement de l'Airbus A300 dans les années 1960. Sud-Aviation est alors maître d'œuvre de la fabrication de la cellule de l'avion. Puis la SNIAS forme avec Deutsche Airbus, Fokker et Hawker Siddeley le GIE Airbus en 1970. SNECMA fournit les réacteurs, des General Electric CF6 construits sous licence.
En 1999, Aerospatiale rachète Matra Hautes Technologies et en 2000, Aerospatiale-Matra fusionne avec l'allemand DASA et l'espagnol CASA pour former EADS.

### Premiers avions de ligne à réaction commercialisés
Les premiers avions de ligne à réaction commercialisés sont des moyen-courriers. Le Comet 1 quadriréacteur est à la fois le premier avion de ligne à réaction commercialisé et un fiasco retentissant. Entre mai 1952 et avril 1954, 6 des 16 Comet mis en service sont détruits. En octobre 1952, un Comet de la BOAC s'écrase au décollage à Rome. En mars 1953, un Comet de Canadian Pacific Airlines s'écrase au décollage à Karachi durant son vol de livraison. En mai 1953, un Comet de la BOAC se désintègre en vol à 3 000 mètres d'altitude après son décollage de Calcutta. En juin 1953, un Comet d'UAT s'écrase à l'atterrissage à Dakar. En janvier 1954, un Comet de la BOAC explose en vol à 7 925 mètres d'altitude sur la route de Rome vers Londres. Enfin en avril 1954, un Comet de la BOAC se désintègre en vol à 10 670 mètres d'altitude sur la route de Rome vers Le Caire.
Le Comet 1 est interdit de vol, six commandes sont annulées, la carrière commerciale de l'avion est abrégée. De Havilland renonce également à mettre en service les Comet 2 et 3, commandés à 45 exemplaires. Les Britanniques, au prix d'efforts couteux, proposent un successeur, le Comet 4, un appareil quadriréacteur de 106 places mis en service en octobre 1958. Mais cet appareil n'arrivera pas à concurrencer les Boeing 707 et Douglas DC-8, plus rapides, plus modernes, mieux motorisés, de plus grande capacité. Il ne sera vendu qu'à 67 exemplaires jusqu'en 1963.
Le premier avions de ligne à réaction à connaitre une véritable carrière commerciale est soviétique : c'est le biréacteur Tupolev Tu-104. Décidé par Staline en 1953, cet avion constitue un grand coup de propagande lorsqu'il atterrit pour la première fois à la consternation des occidentaux à l'aéroport de Londres Heathrow le 22 mars 1956.

### Première génération de long-courriers à réaction

#### Boeing
Aux États-Unis, Boeing s'est distingué pendant la Deuxième Guerre Mondiale avec ses bombardiers B-17 Forteresse Volante et B-29 Super Forteresse. Boeing a ainsi acquis une position de leader sur les bombardiers moyens et lourds. Après la guerre, Boeing produit ses premiers bombardiers à réaction, le B-47 Stratojet, mis en service en octobre 1952, puis le B-52 Stratofortress. Le B-52 est un bombardier lourd à 8 réacteurs montés sur une aile en flèche. Il est mis en service dans l'US Air Force en 1955 et y est encore utilisé aujourd'hui.
Puis Boeing se décide à lancer un avion de ligne à réaction. Il fait voler le 15 juillet 1954 le modèle expérimental Boeing 367-80, un quadriréacteur équipé de Pratt & Whitney J57 qu'il développe sur fonds propres. Cet appareil connait deux destinations : un ravitailleur en vol pour l'USAF, le KC-135, et un avion de ligne de 140 à 190 sièges, le 707. Ce sont les différents succès dans le domaine militaire qui permettent à Boeing d'avoir la solidité financière et le savoir-faire technologique nécessaires pour affronter ses concurrents Douglas, Convair et Lockheed, bien mieux implantés alors sur le marché civil.
Boeing vendra 820 exemplaires du modèle KC-135 et règnera sans partage sur le marché des ravitailleurs en vol américain jusqu'à la fin du siècle. D'autre part, il vendra 856 exemplaires du 707 entre 1958 et 1994 et 154 exemplaires de la version plus rapide 720 entre 1960 et 1967. Des appareils qui lui permettront désormais de dominer le marché de l'aviation civile, et ce pendant 40 ans.

#### Douglas
Face à l'engagement de Boeing, les concurrents ont réagi. Douglas, moins solide financièrement, lance également son premier avion de ligne à réaction, le DC-8. L'avion est mis en service en septembre 1959, un an après le 707. Grâce à son expérience du marché civil, Douglas engrange rapidement les commandes, c'est alors l'avion de ligne qui se vend le mieux. Cependant, Douglas rencontre des difficultés à résoudre les défauts de jeunesse de son appareil et à concrétiser les performances promises aux compagnies aériennes. Douglas s'en sortira cependant, surtout grâce à la version allongée du DC-8, le DC-8-60, qui entre en service en 1967. Boeing prend tout de même le leadership. Douglas vendra 556 exemplaires de son DC-8 jusqu'en 1972, soit environ deux fois moins d'appareils que Boeing. Pourtant, le nombre de DC-8 encore en service en 2003 dans les compagnies aériennes est deux fois et demi supérieur à celui des 707. Preuve de l'excellente fiabilité et longévité du DC-8.

#### Convair
Convair suit également le mouvement et lance son propre quadriréacteur. Convair propose le 880, mis en service en mai 1960, puis le 990 dans la foulée. Mais il choisit de privilégier la vitesse plutôt que la capacité de l'avion. Le 990 restera ainsi l'avion de ligne le plus rapide au monde jusqu'à la sortie du Concorde. C'est d'ailleurs pour concurrencer les Convair que Boeing lance le 720, version de son 707 plus rapide mais à la capacité en sièges inférieure, et qui est mis en service quelques mois après le Convair 880.
Mais ni le 880, ni le 990 ne sont aussi économiques que les Boeing 707 ou 720 ou que le Douglas DC-8 pour les compagnies aériennes. Convair ne vend que 102 exemplaires de ses quadriréacteurs (65 modèles 880 et 37 modèles 990) et l'aventure lui aura couté en tout 425 millions de dollars (2,7 milliards de dollars de 2005). À la suite de ce lourd échec commercial, Convair se retire définitivement du marché de l'aviation civile.

#### Lockheed
Lockheed quant à lui propose au printemps 1965 le L-300, une version civile du quadriréacteurs C-141 StarLifter destiné à l'US Air Force. Il ne connait aucun succès commercial.

#### Vickers
Outre les modèles de Havilland, les Britanniques développent les Vickers VC-10 et Super VC-10, mis en service en avril 1964 et avril 1965. Cet avion doit pouvoir décoller et atterrir sur des pistes de haute altitude ou en pays chauds, il est destiné aux pays de l'ancien Empire britannique et est optimisé pour des conditions géographiques et climatiques particulières. C'est un succès technologique, mais trop spécialisé, il ne se vend qu'à 54 exemplaires entre 1964 et 1970, c'est un échec commercial. Il réussit cependant dans une version de ravitailleur en vol pour la Royal Air Force où il est en service jusqu'en 2013 et ne sera remplacé que par l'A330 MRTT.

#### Production soviétique
Enfin en URSS, le premier quadriréacteurs long-courrier est l'Iliouchine 62. Il est mis en service en septembre 1967. Produit à 292 exemplaires entre 1967 et 1996, il pouvait accueillir 186 passagers. Il permet à Aeroflot d'ouvrir de nombreuses nouvelles lignes internationales, en particulier vers le Canada, les États-Unis ou Cuba. D'abord motorisé par des réacteurs Kouznetsov, il est ensuite motorisé par des Soloviev plus économiques. Cette seconde version rencontre un certain succès à l'exportation, en Tchécoslovaquie, en Allemagne de l'Est, à Cuba et en Corée du Nord. Cependant cet appareil reste couteux et bruyant et il n'est pas compétitif face au Vickers VC-10 britannique ou au Douglas DC-8 américain. Il ne connaitra donc aucun succès à l'Ouest.

#### Chang-Hai Y-10
La Chine propose en septembre 1980 le Chang-Hai Y-10, un sosie du Boeing 707. Il n'a jamais été question de le commercialiser.
Boeing domine donc largement le marché mondial des long-courriers jusque dans les années 1980, son seul concurrent réel étant Douglas. La première génération de quadriréacteurs civils prend fin le 30 janvier 1978 avec la livraison du dernier B707 civil à la compagnie Nigeria Airways.
| Modèle                     | Pays             | Capacité maximale (sièges) | Nombre de réacteurs | Poussée statique par réacteur (kgp) | Distance franchissable (km) | Premier vol commercial | Compagnie de lancement | Dernière livraison (civile) | Nombre d'exemplaires vendus |
| -------------------------- | ---------------- | -------------------------- | ------------------- | ----------------------------------- | --------------------------- | ---------------------- | ---------------------- | --------------------------- | --------------------------- |
| Boeing 707                 | États-Unis       | 189                        | 4                   | 5897 à 8165                         | 6130 à 9975                 | décembre 1957          | Pan American           | 1978                        | 857                         |
| Douglas DC-8               | États-Unis       | 176 à 259                  | 4                   | 5080 à 8618                         | 7175 à 10.750               | septembre 1959         | Delta et United        | 1972                        | 556                         |
| Convair 880 et 990         | États-Unis       | 100 à 131                  | 4                   | 5080 à 7305                         | 6530 à 9435                 | mai 1960               | Delta                  | 1964                        | 102                         |
| Boeing 720                 | États-Unis       | 141 à 156                  | 4                   | 5443 à 7711                         | 4565 à 6110                 | juillet 1960           | United                 | 1967                        | 154                         |
| Vickers VC10 et Super VC10 | Royaume-Uni      | 135 à 174                  | 4                   | 9525 à 10.206                       | 5555 à 8150                 | avril 1964             | BOAC                   | 1970                        | 54                          |
| Iliouchine Il-62           | Union soviétique | 186                        | 4                   | 10.500                              | 9200 à 10.000               | septembre 1967         | Aeroflot               | 1996                        | 292                         |

### Première génération de moyen-courriers à réaction
Dans un premier temps, les vols court et moyen-courriers d'après-guerre sont encore effectués avec des avions à moteurs à pistons, tels que le Vickers Viscount britannique, vendu à 445 exemplaires dans les pays du Commonwealth, en France, aux États-Unis, ou le Convair Liner américain vendu à 1 086 exemplaires. Mais avec l'amélioration des performances des réacteurs, les avionneurs peuvent commencer à développer des avions à réaction plus petits rentables pour les vols court et moyen-courriers.

#### Production soviétique
L'avance soviétique initiale se matérisalise dès 1956 par le Tupolev Tu-104. Le Tu-104 est un avion biréacteur de 80 à 117 sièges, produit à 204 exemplaires entre 1956 et 1960. Fiable et robuste, son coût d'exploitation est beaucoup trop élevé et l'avion n'est pas rentable, même bradé. Son seul client à l'exportation est la compagnie tchécoslovaque CSA pour 6 exemplaires dont 1 offert. Il permet cependant en 1956 à Aeroflot de réduire la durée du trajet entre Moscou et Irkoutsk en Sibérie occidentale de 18 h 25 min et trois escales à six heures et demie.
En 1967 est mis en service le Tupolev Tu-134, un appareil de 96 sièges produit à 853 exemplaires jusqu'en 1984. Aeroflot a possédé jusqu'à 588 exemplaires de ce moyen-courrier dans sa flotte et 350 d'entre eux volent toujours en 2005 dans les compagnies de la CEI, en Syrie et en Corée du Nord. Bien conçu, il a été fortement diffusé dans les pays de la zone d'influence de l'URSS.
En 1972, Aeroflot met en service un appareil de 168 à 180 sièges, le triréacteur Tupolev Tu-154. Parfaitement adapté aux conditions d'exploitation dans les républiques de l'URSS, solide et fiable, il est plus lourd, surmotorisé et moins économique que ses concurrents occidentaux mais pour autant reste l'avion de ligne soviétique le plus produit. 918 exemplaires ont été produits dont 15 % ont été exportés hors d'URSS. En 2004, 400 Tu-154 sont encore exploités en CEI.
En 1980, Aeroflot met en service le Yakovlev Yak-42, un appareil de 120 sièges au développement laborieux (10 ans en tout). Les différents retards accumulés oblitérèrent toute chance à l'exportation et il ne fut produit qu'à 185 exemplaires jusque dans les années 2000.

#### Premiers produits occidentaux
La France développe dans les années 1950 via la SNCASE un biréacteur de 80 à 100 sièges, la Caravelle. Elle effectue son premier vol en mai 1955 et est mise en service en avril 1959. Elle est à la fois le premier avion de ligne à réaction français et le pionnier des avions de ligne moyen-courriers à réaction en occident. Cependant, les performances des turboréacteurs sont encore trop faibles (poussée faible et consommation excessive) et forcent la SNCASE à limiter la capacité des soutes à bagages de la Caravelle, ce qui compromettra sa carrière commerciale.
Lockheed et Vickers explorent à ce moment-là la voie des quadri-turbopropulseurs, avec le Lockheed Electra de 1959 et le Vickers Vanguard de 1960. Cette solution fut encore moins bonne que celle de la SNCASE, puisqu’il ne se fabriquera que 44 Vanguard et 171 Electra contre 282 Caravelle. Lockheed en particulier dû arrêter prématurément la production de son Electra à la suite de plusieurs accidents en vol qui provoquèrent de nombreuses annulations de commandes.
Le succès est rencontré par les biréacteurs et triréacteurs à grande soute. Pour cela il faut attendre que les réacteurs soient plus performants. La Caravelle a été conçue prématurément. D'importants progrès sont réalisés sur les réacteurs, et la concurrence anglo-saxonne va pouvoir proposer à partir de 1964-1965 des court et moyen-courriers dotés de performances nettement plus satisfaisantes pour les compagnies aériennes. La Caravelle est ainsi d'abord mal adaptée à la demande, puis très vite technologiquement dépassée.

#### Triréacteurs
Boeing s'est assuré la domination du marché des long-courriers avec ses 707 et 720. Il cherche ensuite à satisfaire les compagnies aériennes américaines pour leurs vols moyen-courriers, tels que les lignes New York — Chicago ou Los Angeles — Denver. Sur ces lignes, le trafic augmente rapidement et les compagnies ont besoin de beaucoup d'avions, des avions aussi rapides que les quadriréacteurs, plus petits, mais avec des soutes suffisamment vastes pour transporter les bagages des passagers, du courrier et du fret. Boeing lance le 727, un triréacteur de 150 à 190 places, dont le premier vol a lieu en février 1963 et qui est mis en service commercial en février 1964.
Ce modèle n'a pas d'autres concurrents que le Hawker Siddeley Trident, un appareil britannique mis en service au même moment mais qui se révèle sous-motorisé. Le Trident est le de Havilland D.H.121, rebaptisé après le rachat en 1960 de de Havilland par Hawker Siddeley, dans le cadre de la concentration de l'industrie aéronautique britannique voulue par le gouvernement. Mais le 727 peut transporter une plus grande charge marchande, sur de plus grandes distances, avec de meilleures performances au décollage.
Le 727 est un succès commercial plus important que le 707 pour Boeing. Il a été vendu deux fois plus d'exemplaires de 727 que de 707 et 720 réunis, sans être obligé de le décliner en de multiples variantes. Les 880 Boeing 707 et 720 civils ont été fabriqués avec quatre longueurs de fuselages différentes, avec ou sans porte cargo et plancher renforcé, avec trois envergures, quatre surfaces alaires et trois types de réacteurs différents. Les 1826 Boeing 727 civils ont été construits avec une seule voilure, un seul type de réacteurs et seulement deux longueurs de fuselage. Le tout sans véritable concurrent puisque le Trident britannique ne sera produit qu'à 117 exemplaires dans un nombre important de variantes et de modifications jusqu'en 1978, laissant Boeing vendre au prix fort 1 831 exemplaires de son 727 jusqu'en 1984.

#### Biréacteurs
Douglas de son côté met en service en novembre 1965 le DC-9, un moyen-courrier biréacteur de 70 à 90 sièges, plus petit que le B727. British Aircraft Corporation met en service la même année son One-Eleven (le BAC 1-11), un biréacteur de 80 à 90 sièges également, qu'il cherche à placer auprès des compagnies aériennes américaines. Le constructeur britannique décroche ses premières commandes auprès de Braniff, de Hawaiian, d'American et d'Aloha. Ces deux modèles concurrencent directement la Caravelle mais sont plus récents, dotés de réacteurs plus performants et de soutes plus grandes.
Pour concurrencer ces appareils, Boeing produit à son tour son biréacteur moyen-courrier, mis en service en février 1968, le 737, un avion de 85 à 100 places, plus petit que le 727, équipé de réacteurs Pratt & Whitney JT8D. La bataille commerciale pour les moyen-courriers se fait donc entre le Boeing 737, le Douglas DC-9 et le BAC 1-11.
BAC se fait rapidement évincer, il n'y aura en tout que 241 One-Eleven produits entre 1965 et 1989. Le marché se répartit donc très vite entre Boeing, qui vendra 1144 737 de la première génération, et Douglas, qui vend 976 exemplaires du DC-9 et 1 194 exemplaires de la version remotorisée MD-80.
Boeing et Douglas dominent donc le marché des moyen-courriers jusqu'à l'entrée en service des nouveaux 737 à réacteurs CFM56 et des Airbus A320 dans les années 1980. Malgré leurs efforts, ni les Français de la SNCASE ni les Britanniques de Hawker Siddeley ou de British Aircraft Corp ne parviennent à concurrencer les constructeurs américains plus nombreux, dotés de ressources financières plus importantes, disposant d'un marché intérieur plus important et de l'accès aux commandes aéronautiques militaires du Pentagone.
| Modèle                  | Pays             | Capacité maximale (sièges) | Nombre et type de moteurs | Poussée statique par réacteur (kgp) ou Puissance par turbopropulseur (ch) | Distance franchissable (km) | Premier vol commercial | Compagnie de lancement | Dernière livraison (civile) | Nombre d'exemplaires vendus |
| ----------------------- | ---------------- | -------------------------- | ------------------------- | ------------------------------------------------------------------------- | --------------------------- | ---------------------- | ---------------------- | --------------------------- | --------------------------- |
| De Havilland Comet 1    | Royaume-Uni      | 36 à 48                    | 4 réacteurs               | 2018                                                                      | 2415                        | mai 1952               | BOAC                   | 1953                        | 16                          |
| Tupolev Tu-104          | Union soviétique | 80 à 117                   | 2 réacteurs               | 6750 à 9500                                                               | 3000 à 3100                 | septembre 1956         | Aeroflot               | 1960                        | 204                         |
| De Havilland Comet 4    | Royaume-Uni      | 106                        | 4 réacteurs               | 4763                                                                      | 5190                        | octobre 1958           | BOAC                   | 1964                        | 69                          |
| Lockheed L-188 Electra  | États-Unis       | 98                         | 4 turbopropulseurs        | 3750                                                                      | 3540 à 4023                 | janvier 1959           | Eastern                | 1961                        | 170                         |
| SNCASE Caravelle        | France           | 84 à 140                   | 2 réacteurs               | 5170 à 6577                                                               | 2150 à 3465                 | avril 1959             | SAS                    | 1973                        | 282                         |
| Vickers Vanguard        | Royaume-Uni      | 139                        | 4 turbopropulseurs        | 4000                                                                      | 2945                        | décembre 1960          | BEA                    | 1962                        | 44                          |
| Boeing 727              | États-Unis       | 131 à 189                  | 3 réacteurs               | 6350 à 7890                                                               | 3050 à 4120                 | février 1964           | Eastern                | 1984                        | 1831                        |
| Hawker Siddeley Trident | Royaume-Uni      | 103 à 180                  | 3 réacteurs               | 4468 à 5411                                                               | 2390 à 3910                 | mars 1964              | BEA                    | 1978                        | 116                         |
| BAC One-Eleven          | Royaume-Uni      | 89 à 119                   | 2 réacteurs               | 4722 à 5693                                                               | 2520 à 3095                 | avril 1965             | British United Airways | 1984                        | 233                         |
| Douglas DC-9            | États-Unis       | 90 à 135                   | 2 réacteurs               | 6350 à 7257                                                               | 2085 à 3700                 | novembre 1965          | Delta                  | 1982                        | 976                         |
| Tupolev Tu-134          | Union soviétique | 72 à 96                    | 2 réacteurs               | 6800                                                                      | 1890 à 3070                 | septembre 1967         | Aeroflot               | 1984                        | 853                         |
| Boeing 737-100 et -200  | États-Unis       | 103 à 130                  | 2 réacteurs               | 6350 à 7257                                                               | 3475 à 4910                 | février 1968           | Lufthansa              | 1988                        | 1144                        |
| Tupolev Tu-154          | Union soviétique | 164 à 180                  | 3 réacteurs               | 9500 à 10.600                                                             | 2520 à 3700                 | février 1972           | Aeroflot               | -                           | 926 (2013)                  |
| Yakovlev Yak-42         | Union soviétique | 104 à 120                  | 3 réacteurs               | 6500                                                                      | 2200 à 2600                 | décembre 1980          | Aeroflot               | -                           | 185 (2004)                  |

### Premiers gros-porteurs

#### Nécessité de nouveaux réacteurs
Les gros porteurs, produits par Boeing, Lockheed, McDonnell Douglas et Airbus, ont pu voir le jour grâce à un programme militaire américain. Dans les années 1950, l'USAF recherche en vain un avion de transport à réaction. Les produits de Boeing (C-135 Stratolifter) et Lockheed (C-141 Starlifter) ne sont pas satisfaisants. L'USAF lance alors le programme CX-HLS qui va déboucher le 30 juin 1968 sur le premier gros-porteur militaire, le Lockheed C-5 Galaxy.
Pour répondre au cahier des charges du programme CX-HLS, les avionneurs devaient disposer de turboréacteurs de 14 à 18 tonnes de poussée. De tels réacteurs n'existant pas, General Electric et Pratt & Whitney développent grâce aux budgets militaires du Pentagone une nouvelle génération de réacteurs, les réacteurs à double flux et à fort taux de dilution. Pour ne pas rester en reste, le britannique Rolls-Royce lance également le développement de son propre réacteur sur fonds propres.
Ces réacteurs, aussitôt utilisés pour le transport civil, ont permis la fabrication d'avions de ligne gros-porteurs. En janvier 1970, est mis en service le quadriréacteur Boeing 747 de 490 à 550 sièges équipé du réacteur Pratt & Whitney développé pour le programme CX-HLS. En août 1971 est mis en service le McDonnell Douglas DC-10 de 380 sièges équipé par General Electric. En novembre 1972 est mis en service le Lockheed L-1011 TriStar de 400 sièges équipé par Rolls-Royce. Et en mai 1974 Airbus met en service l'A300 de 300 à 360 sièges avec la possibilité pour les compagnies aériennes de choisir entre le réacteur de General Electric et celui de Pratt & Whitney.
Les nouveaux réacteurs à double flux et fort taux de dilution sont une avancée majeure parmi les turboréacteurs. Leur poussée est deux fois supérieure aux réacteurs les plus puissants en service jusqu'alors, ils sont plus propres, moins bruyants et moins salissants avec des échappements moins nocifs. Enfin ils sont beaucoup moins gourmands, le réacteur à fort taux de dilution développé par Pratt & Whitney consommant par exemple 30 % de kérosène en moins par tonne de poussée.
Cependant ces réacteurs constituent une technologie de pointe, sont capricieux, et doivent encore être perfectionnés avant de délivrer les performances promises, avec une fiabilité et une durée de fonctionnement entre deux opérations de maintenance satisfaisantes pour les compagnies aériennes.

#### Naissance d'Airbus
L'industrie aéronautique européenne connut un nouvel essor avec le Comet britannique, la Caravelle française et le Concorde franco-britannique. Cependant, bien que ces appareils témoignent de certaines réussites technologiques, ils sont des échecs commerciaux. Fin 1965, les quatre constructeurs européens de Havilland, Sud-Aviation, Fokker et VFW, ont livré en tout 382 avions de ligne à réaction, contre 1027 pour leurs concurrents américains. Plus aucun constructeur européen n'a, seul, les moyens de développer un avion de ligne capable de rivaliser avec ceux des constructeurs américains. En mai 1967, les gouvernements allemand, britannique et français se mettent d'accord pour réaliser en commun un gros porteur de 300 places. Ce sera l'Airbus.
Les démarrages sont lents, le gouvernement britannique se retire, mais le 18 décembre 1970, le GIE Airbus Industrie est créé par des entreprises françaises, allemandes, néerlandaises et à titre privé par le britannique Hawker Siddeley. L'A300B, motorisé par deux réacteurs à double flux General Electric fabriqués sous licence par SNECMA en France et par MTU en Allemagne, place sa première commande en novembre 1971 auprès d'Air France.
Les commandes n'affluent pas, mais l'aéronautique étant une affaire d'État en Europe, le GIE reçoit de quoi survivre jusqu'en 1978. La commande d'Air France ne devient ferme qu'en mai 1974, après renégociations et 19 mois après le premier vol. À titre de comparaison, lors de leur premier vol, le Boeing 747 totalisait déjà 158 commandes fermes et le McDonnell Douglas DC-10, 113. L'Airbus ne suscite pas encore l'enthousiasme. Fin 1977, l'A300 ne totalise que 50 commandes fermes, mais en 1978 les commandes décollent et dépassent les 100.

#### Programme fatal pour Douglas, Lockheed et Rolls-Royce
Les importantes difficultés techniques rencontrées par Rolls-Royce pour la mise au point de son premier réacteur à double flux et fort taux de dilution, le RB-211, met gravement en difficultés financières l'entreprise, au point que Rolls-Royce fait faillite et est nationalisé en urgence par le gouvernement britannique en 1971.
Après la Seconde Guerre Mondiale, Lockheed était l'un des trois principaux constructeurs d'avions de ligne dans le monde avec ses modèles à pistons Constellation et Super Constellation. Dans les années 1950, Lockheed hésite puis renonce à lancer un avion civil à réaction. Il lance à la place le turbopropulseur Electra, qui face à la concurrence des avions à réaction, est un échec commercial. Lockheed essaie dans les années 1960 de se relancer, d'abord avec le L-300, version civile de l'avion de transport militaire à réaction C-141 Starlifter, puis avec le projet d'avion supersonique civil américain SST, deux projets qui n'aboutissent pas.
| Année | en dollars courants | en dollars de 2004 |
| ----- | ------------------- | ------------------ |
| 1971  | 11,4                | 52,5               |
| 1972  | 11,7                | 52,2               |
| 1973  | 12,7                | 53,4               |
| 1974  | 25,0                | 101,4              |
| 1975  | 29,9                | 103,8              |
| 1976  | 32,4                | 106,2              |
| 1977  | 37,2                | 114,8              |
| 1978  | 40,4                | 115,8              |
| 1979  | 58,8                | 151,2              |
| 1980  | 91,6                | 207,7              |
| 1981  | 106,7               | 219,1              |
| 1982  | 99,6                | 192,6              |
| 1983  | 88,1                | 165,3              |
| 1984  | 83,4                | 150,0              |
| 1985  | 90,6                | 157,3              |
| 1986  | 65,8                | 112,1              |
| 1987  | 65,9                | 108,4              |
| 1988  | 62,6                | 98,0               |

Enfin Lockheed répond, ainsi que Douglas, à l'appel d'offre d'American en 1966 pour un projet de gros-porteur de 250 places. À la suite des craintes de fiabilité liées à la nouvelle technologie des réacteurs, Eastern, United et enfin American demandent aux deux constructeurs que le nouvel avion soit un triréacteur. Lockheed propose le L-1011 Tristar de 400 sièges et Douglas le DC-10 de 380 sièges. La concurrence entre les deux constructeurs de la banlieue de Los Angeles est acharnée en 1967 et 1968, les deux compagnies espérant par ce programme reconquérir le leadership mondial des avions de ligne. Les compagnies aériennes en profitent, aux dépens de la situation financière des deux constructeurs.
Boeing répond également à l'appel d'offre d'American à la fin des années 1960 et développe le Boeing 747-3, une version triréacteur plus petite du 747-100. Le projet avorte.
Douglas doit également augmenter les capacités de production de ses DC-8, DC-9 et A-4 Skyhawk pour répondre à la demande pour ces appareils, dans un contexte de forte inflation et de tension du marché de l'emploi aux États-Unis. Sa situation financière se détériore, devient critique, et en avril 1967 Douglas accepte de se faire racheter par un constructeur d'avions militaires (en particulier le chasseur F-4 Phantom) de Saint-Louis (Missouri), McDonnell Aircraft Corporation. McDonnell Douglas est créé. Cette fusion permettra au constructeur de poursuivre le programme DC-10.
Douglas connait bien le marché civil, et anticipe dès la conception du DC-10 une évolution de la demande des compagnies aériennes en faveur de versions plus lourdes, ce que ne fait pas Lockheed. Dès octobre 1968, Northwest commande justement une version à long rayon d'action du DC-10, et McDonnell Douglas prend l'avantage sur Lockheed.
Lockheed pour sa part remporte ses premières commandes en 1968 mais le DC-10 concurrent est mieux adapté aux demandes des compagnies aériennes, son fournisseur de réacteurs Rolls-Royce fait faillite et doit être renfloué par le gouvernement britannique, le groupe connait des difficultés avec ses autres programmes (missile SRAM, hélicoptère AH-64 Cheyenne, avion de transport militaire C-5 Galaxy) et des démêlés judiciaires dans de nombreux pays. En 1971 Lockheed se trouve à son tour au bord de la faillite et demande l'aide du gouvernement américain. La société obtient un prêt fédéral de US$ 1,4 milliard qu'il ne finira de rembourser qu'en 1977.
Parallèlement, le prix du baril de pétrole est multiplié par 10 en dollars courants entre 1971 et 1981, mettant un coup d'arrêt aux commandes de DC-10 et de L-1011. Lorsque la demande repart au début des années 1980, les réacteurs à fort taux de dilution ont prouvé leur fiabilité, et Boeing et Airbus ont eu le temps de mettre en service leurs propres avions concurrents, des biréacteurs moins gourmands en carburant. Ainsi Airbus met en service l'A300 de 300 à 360 sièges en mai 1974 et l'A310 de 265 sièges en avril 1983, tandis que Boeing lance le 767 de 255 à 290 sièges en décembre 1982. Arrivés plus tard sur le marché, ces avions sont préférés par les compagnies aériennes. Les triréacteurs ne sont plus compétitifs, le DC-10 et le L-1011 sont dépassés et le marché est laissé à Boeing et Airbus.
Lockheed met en service entre 1972 et 1979 quatre versions de son L-1011 avant d'annoncer la fin de la production en décembre 1981. Le L-1011 aura été vendu à 250 exemplaires entre 1972 et 1985. Excellent techniquement, fiable, reconnu, mais aux ventes décevantes, le L-1011 a fragilisé financièrement Lockheed et a contribué à sa quasi-faillite de 1971. C'est le dernier avion de ligne produit par Lockheed qui se retire définitivement du marché de l'aviation de ligne et se concentre sur le secteur militaire.
Douglas pour sa part aura livré 446 exemplaires du DC-10, essentiellement entre 1972 et 1982.

#### Succès pour Boeing et Airbus
Boeing vend pour sa part 680 exemplaires de son 747 dans les versions -100, -200 et -300 entre 1969 et 1990 et 930 exemplaires de son 767 entre 1981 et 2004. Il assoit sa suprématie sur le segment des gros porteurs et confirme son leadership mondial dans les avions de ligne.
Airbus quant à lui vend 525 exemplaires de l'A300 entre 1974 et 2004 et 255 exemplaires de l'A310 entre 1983 et 1998. Ces deux premiers modèles permettent au nouveau constructeur européen de prendre son envol.
La hausse du prix du kérosène dans les années 1970 a sonné le glas des avions de ligne supersoniques au profit des gros porteurs, qui ont bénéficié à plein de la nouvelle technologie de réacteurs. En plus de cette nouvelle génération de réacteurs, les constructeurs bénéficient des progrès de l'électronique. Airbus a ainsi été le premier constructeur à proposer des avions dont l'équipage n'est composé que de 2 pilotes, et ce dès son premier appareil.

#### Programme soviétique
L'Union soviétique lance également en 1974 un programme de gros porteur, l'Iliouchine Il-86, pour répondre aux développements occidentaux et dans le cadre de la rivalité politique entre l'Est et l'Ouest. Cependant, les Soviétiques savaient dès le départ qu'un gros porteur ne correspondait pas à la réalité du transport aérien en URSS. Et le fait est que l'Il-86, produit à 107 exemplaires en tout, est un échec. D'autre part, les Soviétiques ne disposaient pas de la technologie des réacteurs à fort taux de dilution, les performances de l'appareil soviétique ne pouvaient donc pas être comparables à celles des appareils occidentaux.
Mis en service en 1980, il est produit jusqu'en 1994 et pouvait transporter 350 passagers. C'est le premier avion de ligne soviétique à être équipé de réacteurs montés en nacelles individuelles sous les ailes comme les avions occidentaux, à ne nécessiter que trois membres d'équipage et à être équipé d'un système de projection de films en cabine. Enfin, c'est le premier avion de ligne au monde à posséder un compartiment de repos pour l'équipage. Mais les performances insuffisantes de l'avion ne permirent pas l'exportation de l'avion hors de l'URSS.
Les Soviétiques ont également développé des avions de transport de fret gros-porteurs civils, à partir d'avions de transport militaires : le cargo Iliouchine Il-76 à quatre réacteurs Soloviev, de 40 tonnes de charge marchande maximale, mis en service en décembre 1976, a été produit à 930 exemplaires. Le cargo Antonov 124 à quatre réacteurs Lotarev, de 120 tonnes de charge marchande maximale, mis en service janvier 1986 a été produit à 52 exemplaires jusqu'en 2004. Le cargo Antonov 225 à six réacteurs Lotarev est le plus gros avion jamais construit, avec 250 tonnes de charge marchande maximale et 600 tonnes de masse maximale au décollage. Il a été construit pour transporter la navette spatiale soviétique Bourane sur son dos, comme le faisait la NASA avec deux Boeing 747 pour la Navette Spatiale américaine. Le projet de navette Bourane n'a jamais vu le jour, mais l'An-225, dont l'unique exemplaire a été produit en 1988, est toujours utilisé pour des transports exceptionnels, essentiellement humanitaires ou militaires.
| Modèle                   | Pays             | Capacité maximale (sièges) | Nombre de réacteurs | Poussée statique par réacteur (kgp) | Distance franchissable (km) | Premier vol commercial | Compagnie de lancement | Dernière livraison (civile) | Nombre d'exemplaires fabriqués |
| ------------------------ | ---------------- | -------------------------- | ------------------- | ----------------------------------- | --------------------------- | ---------------------- | ---------------------- | --------------------------- | ------------------------------ |
| Boeing 747-100 -200 -300 | États-Unis       | 490 à 550                  | 4                   | 19.730 à 24.040                     | 7400 à 9700                 | janvier 1970           | Pan American           | 1991                        | 680                            |
| McDonnell Douglas DC-10  | États-Unis       | 380                        | 3                   | 18.098 à 24.145                     | 6500 à 10.000               | août 1971              | American               | 1989                        | 446                            |
| Lockheed L-1011 Tristar  | États-Unis       | 400                        | 3                   | 18.611 à 22.280                     | 5320 à 9655                 | avril 1972             | Eastern                | 1985                        | 250                            |
| Airbus A300              | Europe           | 345 à 360                  | 2                   | 22.680 à 27.895                     | 3425 à 7495                 | mai 1974               | Air France             | 2007                        | 561                            |
| Iliouchine 86            | Union soviétique | 350                        | 4                   | 13.000                              | 3600                        | décembre 1980          | Aeroflot               | 1994                        | 107                            |
| Boeing 767               | États-Unis       | 255 à 290                  | 2                   | 21.772 à 28.803                     | 7400 à 12.225               | septembre 1982         | United                 | -                           | 1049 (mai 2013)                |
| Airbus A310              | Europe           | 265                        | 2                   | 21.772 à 24.040                     | 6500 à 9530                 | avril 1983             | Lufthansa              | 1998                        | 255                            |

### Premiers court-courriers
Les avions de ligne court-courriers ont longtemps été équipés de moteurs à pistons puis de turbopropulseurs. Jusqu'aux années 1990, les turboréacteurs, trop gourmands, ne se justifiaient pas et n'étaient pas rentables pour les lignes courtes.
En Union soviétique, Antonov a mis en service en juillet 1962 l'An-24, un appareil à deux turbopropulseurs de 32 à 40 sièges. Le marché de l'ex-URSS se caractérisant par de moindres impératifs économiques, Tupolev peut proposer à partir de 1962 un avion de ligne court-courrier à réaction, de 44 à 56 places, le Tu-124. Conçu à partir du Tu-104, plus petit et plus adapté au marché soviétique, il conserve sa fiabilité et sa facilité d'entretien, mais également le poids excessif de sa structure. Alors que sa masse est réduite de moitié par rapport à celle du Tu-104, la poussée de ses deux réacteurs équivaut à 80 % de celle du Tu-104, ce qui autorise des performances au décollage brillantes même sur les pistes courtes ou plus ou moins bien aménagées des aéroports secondaires d'URSS. C'est le premier court-courrier équipé de réacteurs à double flux. Non rentable, il ne fut pas exporté.
Par la suite le Yakovlev Yak-40 à réaction de 1968 qui proposait 24 à 32 sièges a été produit à 1 011 exemplaires entre 1968 et 1981. Simple, fiable, robuste, adapté à des conditions d'exploitation difficiles, il n'était pas non plus suffisamment rentable pour les compagnies occidentales. Cependant en 2004, plus de 400 Yak-40 sont encore en service en Russie, en CEI, à Cuba et dans quelques pays africains.
En Europe occidentale, l'Allemand VFW développe à la fin des années 1960 le VFW 614 pour remplacer les DC-3 sur les lignes court-courriers à faible densité de trafic dans les pays en voie de développement où les pistes et les infrastructures aéroportuaires sont rustiques. C'est le premier avion de ligne développé et construit par les Allemands depuis la fin de la Seconde Guerre Mondiale. C'est un court-courrier à réaction et un échec : le positionnement de marché est malheureux, aucune compagnie aérienne visée par le programme n'a les moyens d'acquérir cet appareil et de l'exploiter sur leurs lignes peu fréquentées. Le marché n'existe tout simplement pas pour ce type d'appareil.
D'autre part, le VFW-614 est produit par la Zentralgesellschaft VFW-Fokker, une coentreprise avec Fokker qui de son côté produit le F.28, un appareil directement concurrent. Fokker n'encourage donc pas les ventes du VFW-614 de façon à ne pas nuire à sa propre production. Enfin la consommation de l'appareil devient excessive lorsque le cours du pétrole s'envole dans les années 1970. Finalement, le VFW-614 ne sera produit qu'à 16 exemplaires entre 1975 et 1977.
Le néerlandais Fokker est un constructeur traditionnel d'avions court-courriers, il a mis en service en 1958 le F.27 Friendship, un bi-turbopropulseur d'une cinquantaine de places dont il s'est vendu 586 exemplaires jusqu'en 1987. La société propose dès 1969 un court-courrier à réaction, le F.28 Fellowship de 65 places. L'avion combine vitesse, confort, fiabilité, performances convenables adaptées aux pistes sommaires, et coût d'exploitation raisonnable. Différentes versions sont produites, et notamment le Fokker 100 de 107 places mis en service en 1988 et le Fokker 70 de 79 places mis en service en 1995. 570 exemplaires seront produits jusqu'en 1997. Mais la concurrence des nouveaux Bombardier et Embraer ainsi que la Guerre du Golfe en 1991 ont lourdement pesé sur la situation financière de Fokker. Le trafic aérien connait un ralentissement d'où une baisse des commandes et une augmentation des invendus. Les avions sont immobilisés parfois pendant deux ans sur des parkings avant d'être loués ou vendus au rabais. En 1993, l'Allemand Daimler-Benz entre au capital de Fokker en prenant 35 %, mais finalement Fokker dépose le bilan en février 1996.
Face au F.28 de Fokker, le BAe 146 est un petit quadriréacteur britannique court-courrier de 94 sièges. Initié par de Havilland, conçu par Hawker Siddeley, il est produit par British Aerospace. Cet appareil devint l'avion de ligne à réaction britannique le plus vendu, il sera vendu à 389 exemplaires jusqu'en 2002, mais ses ventes restent inférieures à celles de son concurrent néerlandais. Mis en service en mai 1983, le BAe 146 est optimisé pour être très silencieux, ce qui est un avantage pour les aéroports enclavés dans des villes, où l'avion peut décoller le soir ou au petit matin lorsque les autres appareils sont cloués au sol.
| Modèle                    | Pays             | Capacité maximale (sièges) | Nombre et type de moteurs | Poussée statique par réacteur (kgp) ou Puissance par turbopropulseur (ch) | Distance franchissable (km) | Premier vol commercial | Compagnie de lancement | Dernière livraison (civile) | Nombre d'exemplaires fabriqués |
| ------------------------- | ---------------- | -------------------------- | ------------------------- | ------------------------------------------------------------------------- | --------------------------- | ---------------------- | ---------------------- | --------------------------- | ------------------------------ |
| Fokker F.27               | Pays-Bas         | 40 à 52                    | 2 turbopropulseurs        | 2230                                                                      | 1315 à 2148                 | novembre 1958          | Air Lingus             | 1987                        | 586                            |
| Antonov An-24             | Union soviétique | 44 à 52                    | 2 turbopropulseurs        | 2550                                                                      | 750 à 2280                  | juillet 1962           | Aeroflot               | 1979                        | 1200                           |
| Tupolev Tu-124            | Union soviétique | 44 à 56                    | 2 réacteurs               | 5400                                                                      | 1700 à 2100                 | octobre 1962           | Aeroflot               | 1965                        | 164                            |
| Yakovlev Yak-40           | Union soviétique | 24 à 32                    | 3 réacteurs               | 1500                                                                      | 1450                        | septembre 1968         | Aeroflot               | 1981                        | 1011                           |
| Fokker F.28               | Pays-Bas         | 65 à 107                   | 2 réacteurs               | 4468 à 6849                                                               | 1360 à 3405                 | mars 1969              | Braathens              | 1997                        | 570                            |
| VFW-Fokker 614            | Allemagne        | 44                         | 2 réacteurs               | 3395                                                                      | 1200                        | novembre 1975          | Cimber Air             | 1977                        | 16                             |
| British Aerospace BAe 146 | Royaume-Uni      | 94 à 112                   | 4 réacteurs               | 3039 à 3175                                                               | 1630 à 2280                 | mai 1983               | Dan Air                | 2002                        | 389                            |

### Avions de ligne des années 1980 à 2010
L'industrie aéronautique s'est développée après la Seconde Guerre mondiale. Grâce aux innovations militaires de la Seconde Guerre mondiale et de la guerre froide et grâce à leur puissance financière, les constructeurs américains, Boeing, Douglas et Lockheed dominent le marché mondial. Ils possèdent jusqu’à la fin des années 1970 plus de 80 % de part de marché.
D'autres acteurs sont présents, les soviétiques Tupolev, Iliouchine, Yakovlev, Antonov, et les européens, Sud-Aviation, Dassault, Fokker, de Havilland Aircraft Company, Vickers, Hawker-Siddeley, British Aircraft Corporation, Dornier, VFW, MBB. Mais les européens, trop dispersés, n'arrivent pas à s'imposer. En mai 1955, le français Sud-Aviation propose la Caravelle. C'est le quatrième avion civil à réaction au monde et le plus grand succès commercial européen d'après guerre. Un succès mitigé à cause en particulier du Douglas DC-9. En mars 1973, la dernière Caravelle est livrée à Air Inter : 280 exemplaires auront été produits en tout, contre 976 pour son concurrent direct le DC-9 (lancé par Douglas en 1963 et fabriqué jusqu'en 1982), ou encore 1 831 Boeing 727 (lancé en 1962 et produit jusqu'en août 1984).
Les très longs et très coûteux développements pour de nouveaux appareils dont le succès commercial n'est pas garanti ont conduit à une réduction progressive du nombre d'intervenants. Ainsi, les coûts de développement et les retards de livraison sur le programme DC-9 provoquent de telles difficultés financières pour Douglas que la Douglas Aircraft Company fusionne avec son compatriote McDonnell Aircraft Corporation en avril 1967. Les constructeurs européens pour leur part s'associent au sein d'un groupement d'intérêt économique, Airbus, en 1970. Lockheed quant à lui cesse son activité aéronautique civile pour se concentrer sur l'aviation militaire en 1982.
Entre 1970 et 1987, Airbus s'impose comme le deuxième constructeur aéronautique mondial, reléguant Mc Donnell Douglas à la troisième place. En 1975, Airbus possède 10 % de parts de marché. En 1979 : 26 %. 1976 fut une année particulièrement difficile : Airbus ne reçut aucune commande. L'A310, un dérivé de l'A300, est lancé en 1978. Airbus produisait 5 avions/mois en 1980, 16 avions/mois en 1991 et 20 par mois en 1995. En 1997, Boeing rachète Mc Donnell Douglas. Finalement en 1998, restent seulement deux constructeurs pour se partager le marché des avions de plus de 110 places : Boeing et Airbus.
|                   | 1974 | 1975 | 1976 | 1977 | 1978 | 1979 | 1980 | 1981 | 1982 | 1983 | 1984 | 1985 |
| ----------------- | ---- | ---- | ---- | ---- | ---- | ---- | ---- | ---- | ---- | ---- | ---- | ---- |
| Boeing            | 189  | 170  | 139  | 120  | 203  | 286  | 299  | 257  | 176  | 204  | 146  | 203  |
| McDonnell Douglas | 95   | 85   | 69   | 36   | 40   | 74   | 64   | 102  | 55   | 63   | 54   | 82   |
| Airbus            | 4    | 8    | 13   | 15   | 15   | 26   | 39   | 38   | 46   | 36   | 48   | 42   |

|                   | 1986 | 1987 | 1988 | 1989 | 1990 | 1991 | 1992 | 1993 | 1994 | 1995 | 1996 | 1997 | 1998 |
| ----------------- | ---- | ---- | ---- | ---- | ---- | ---- | ---- | ---- | ---- | ---- | ---- | ---- | ---- |
| Boeing            | 243  | 270  | 289  | 284  | 385  | 435  | 446  | 330  | 272  | 207  | 219  | 375  | 559  |
| McDonnell Douglas | 102  | 104  | 130  | 118  | 142  | 171  | 126  | 79   | 40   | 49   | 52   | *    |      |
| Airbus            | 29   | 32   | 61   | 105  | 95   | 163  | 157  | 138  | 123  | 124  | 126  | 182  | 229  |

Les constructeurs britanniques (de Havilland, Vickers, BAC, British Aerospace) ont ensemble cumulé 914 ventes entre la Seconde Guerre mondiale et les années 2000. Les constructeurs français (Sud Aviation, Dassault) ont cumulé 290 ventes, les Allemands (VFW) 14, et le néerlandais Fokker (avec les F.27, F.28 et leurs évolutions) 1156. Convair a réalisé 102 ventes après la Guerre et Lockheed (avec le L-1011) 250.
Les industriels asiatiques (Japon, Chine), ne développent pas d'avion de ligne jusque dans les années 2000, et les constructeurs italien (Alenia), brésilien (Embraer) et canadien (Bombardier) trouvent leur place à partir des années 1980-1990 sur le créneau des avions régionaux, les court-courriers. Les constructeurs soviétiques (Tupolev, Iliouchine, Yakovlev, Antonov) ont une production importante, mais qui reste confinée aux pays du bloc soviétique, du fait de la séparation entre les marchés de l'Est et de l'Ouest.

#### Moyen-courriers des années 1980
Les réacteurs à fort taux de dilution ont été mis au point et éprouvés par les gros porteurs. Ils sont fiables, durables, peu gourmands et plus écologiques. Les motoristes proposent alors des réacteurs à fort taux de dilution plus petits, et les constructeurs renouvellent leur gamme de court et moyen-courriers pour en bénéficier.
Parmi ces réacteurs, General Electric produit avec SNECMA le CFM56 de 10 tonnes de poussée qui a permis à Boeing de renouveler ses 737, d'abord les 737 Classics à partir de 1984 puis les 737 NG à partir de 1998. De même, Airbus utilise le CFM56 et le IAE V2500 pour motoriser l'A320 qu'il a lancé en 1988.
McDonnell Douglas lance une version allongée et modernisée du DC-9 en 1980, le MD-80, puis commercialise encore en avril 1995 une nouvelle version équipée de réacteurs IAE V2500 pour concurrencer les Boeing 737 et Airbus A320, le MD-90.
Fokker lance les Fokker 100 et Fokker 70 à partir du F28 en février 1988 mais l'avionneur néerlandais fait faillite en février 1996 et les derniers Fokker 100 ou 70 sont livrés en 1997.
Les soviétiques ont également acquis la technologie des réacteurs à fort taux de dilution et veulent remplacer le Tu-154. Tupolev développe le Tu-204, un avion biréacteur de 214 sièges, dont le premier vol a lieu en janvier 1989. Les turbulences liées à la chute de l'URSS compromettent le programme. 40 exemplaires ont été construits entre 1994 et 2005. Il concurrence directement les Boeing 757 mis en service en 1983 et l'Airbus A321 de janvier 1994.
| Modèle                  | Pays       | Capacité maximale (sièges) | Nombre de réacteurs | Poussée statique par réacteur (kgp) | Distance franchissable (km) | Premier vol commercial | Compagnie de lancement | Dernière livraison (civile) | Nombre d'exemplaires fabriqués |
| ----------------------- | ---------- | -------------------------- | ------------------- | ----------------------------------- | --------------------------- | ---------------------- | ---------------------- | --------------------------- | ------------------------------ |
| McDonnell Douglas MD-80 | États-Unis | 139 à 172                  | 2                   | 8391 à 9843                         | 3295 à 5330                 | octobre 1980           | Swissair               | 1999                        | 1194                           |
| Boeing 757              | États-Unis | 224 à 279                  | 2                   | 21.350 à 30.940                     | 4685 à 7270                 | janvier 1983           | Eastern                | 2005                        | 1050                           |
| Boeing 737 Classics     | États-Unis | 132 à 168                  | 2                   | 8391 à 10.659                       | 3815 à 4390                 | décembre 1984          | USAir & Southwest      | 2000                        | 1988                           |
| Airbus A320             | Europe     | 136 à 220                  | 2                   | 9798 à 14.515                       | 2780 à 4815                 | avril 1988             | Air France             | -                           | 5597 (mai 2013)                |
| McDonnell Douglas MD-90 | États-Unis | 172                        | 2                   | 11.340 à 12.700                     | 3220 à 3700                 | avril 1995             | Delta                  | 2000                        | 116                            |
| Boeing 737 NG           | États-Unis | 132 à 189                  | 2                   | 8845 à 12.383                       | 5085 à 6040                 | janvier 1998           | Southwest              | -                           | 4403 (mai 2013)                |

#### Long-courriers du début des années 1990

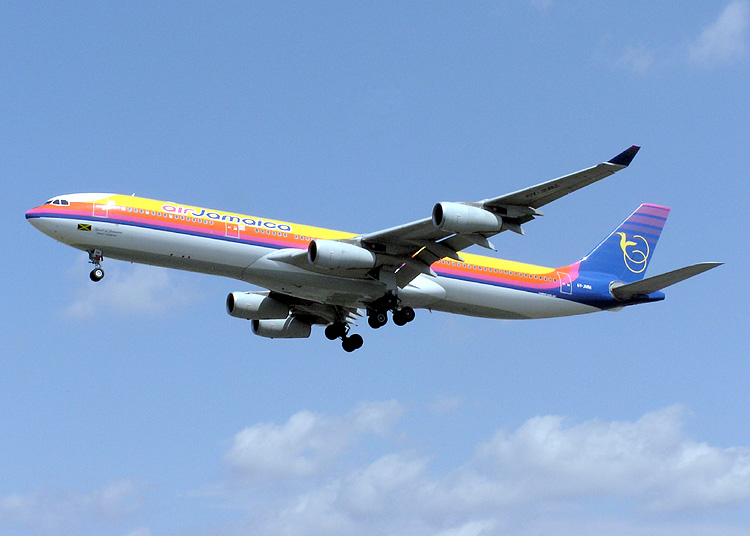
Un Airbus A340 affrété par Air Jamaica

Une nouvelle génération de réacteurs à fort taux de dilution, l'affichage électronique dans le poste de pilotage, un équipage de 2 pilotes, les commandes de vol électriques, les matériaux composites en fibres de carbone ou en alliages d'aluminium, l'adjonction de winglets à l'extrémité des ailes, sont parmi les plus importantes innovations technologiques des années 1980. Elles permettent à Boeing de proposer une nouvelle version de son 747 en 1989, le 747-400 qui offre des performances très améliorées en matière d'autonomie, de consommation, de confort, de coûts de maintenance. Cette version est un grand succès commercial.
McDonnell Douglas fait évoluer son DC-10 dans une version remotorisée et modifiée. Le premier vol commercial du MD-11 a lieu en décembre 1990. Le MD-11 offre 30 sièges supplémentaires et une réduction de la consommation de carburant par siège-kilomètre de 33 % ; l'équipage technique est réduit à 2 pilotes. Le MD-11 sera produit à 200 exemplaires entre 1990 et 2001, mais à ce moment, Airbus annonce l'A340 et Boeing le 777, ce qui a pour conséquence immédiate l'annulation de plusieurs commandes du MD-11. Finalement, le MD-11 aura surtout intéressé les compagnies aériennes dans sa version cargo, et fut abandonné par Boeing lors du rachat de McDonnell Douglas en 1997.
Airbus renouvelle ses long-courriers avec l'A340 à quatre réacteurs, et l'A330 biréacteur. Boeing pour sa part met en service le biréacteur 777 en juin 1995.
| Modèle                  | Pays       | Capacité maximale (sièges) | Nombre de réacteurs | Poussée statique par réacteur (kgp) | Distance franchissable (km) | Premier vol commercial | Compagnie de lancement | Dernière livraison (civile) | Nombre d'exemplaires fabriqués |
| ----------------------- | ---------- | -------------------------- | ------------------- | ----------------------------------- | --------------------------- | ---------------------- | ---------------------- | --------------------------- | ------------------------------ |
| Boeing 747-400          | États-Unis | 569 à 660                  | 4                   | 23.815 à 26.310                     | 13.150                      | février 1989           | Northwest              | 2009                        | 694                            |
| McDonnell Douglas MD-11 | États-Unis | 290 à 410                  | 3                   | 27.215 à 27.895                     | 12.225                      | décembre 1990          | Finnair                | 2001                        | 200                            |
| Airbus A340             | Europe     | 303 à 440                  | 4                   | 14.152 à 27.216                     | 13.520 à 16.700             | mars 1993              | Lufthansa              | 2010                        | 377                            |
| Airbus A330             | Europe     | 379 à 440                  | 2                   | 29.270 à 32.250                     | 10.465 à 12.500             | janvier 1994           | Air Inter              | -                           | 984 (mai 2013)                 |
| Boeing 777              | États-Unis | 440 à 550                  | 2                   | 32.660 à 52.163                     | 9850 à 17.500               | juin 1995              | United                 | -                           | 957 (mai 2013)                 |

#### Court-courriers du début des années 2000
Le marché des jets régionaux prend son essor dans les années 1990. À la fin des années 1980, le canadien Bombardier décide de lancer un programme d'avion de ligne court-courrier à réaction, le CRJ. C'est un succès fulgurant, entre 1991 et 2004 il se vend 1359 unités de sa gamme d'avions de 50 à 86 sièges.
Au même moment, le brésilien Embraer lance sa gamme de court-courriers à réaction ERJ-145 proposant de 37 à 50 sièges. 869 exemplaires sont vendus de 1995 à 2004. Dans les années 2000, Embraer décide d'étendre sa gamme vers le haut avec des avions de 70 à 116 sièges (ERJ-170). Embraer et Bombardier se positionnent durablement comme les troisième et quatrième avionneurs de la planète.
Le GIE ATR, constitué en 1982 par le français Aerospatiale et l'italien Aeritalia, produit des avions régionaux à turobopropulseurs. Aerospatiale construit les ailes, Aeritalia le fuselage. L'ATR 42 de 48 places est mis en service en décembre 1985, et la version allongée ATR-72 de 74 sièges en 1989. Entre 1985 et 2012, 1029 ATR ont été produits. ATR est devenu à la fin des années 2000 le leader mondial des court-courriers à turbopropulseurs.
Parallèlement Bombardier produit à côté de sa gamme de jets CRJ les turbopropulseurs Q-Series. Bombardier acquiert en 1992 la société de Havilland Canada, l'ancienne filiale canadienne de Boeing. Elle produisait les turbopropulseurs Dash 8, et Bombardier en a repris la commercialisation sous l'appellation Q-Series. Bombardier est ainsi devenu l'un des deux principaux fabricants de turbopropulseurs régionaux.
À la fin des années 2000, les seuls constructeurs d'avions court-courriers sont Bombardier et Embraer dans les jets et Bombardier et ATR dans les turbopropulseurs.

## Flotte en 2022
En juin 2022, la flotte aérienne mondiale comptait 28 674 avions, dont 5 161 étaient encore cloués au sol à la suite de la crise économique liée à la pandémie de Covid-19 démarrée en 2020.

## Moyen- et long-courriers d'aujourd'hui

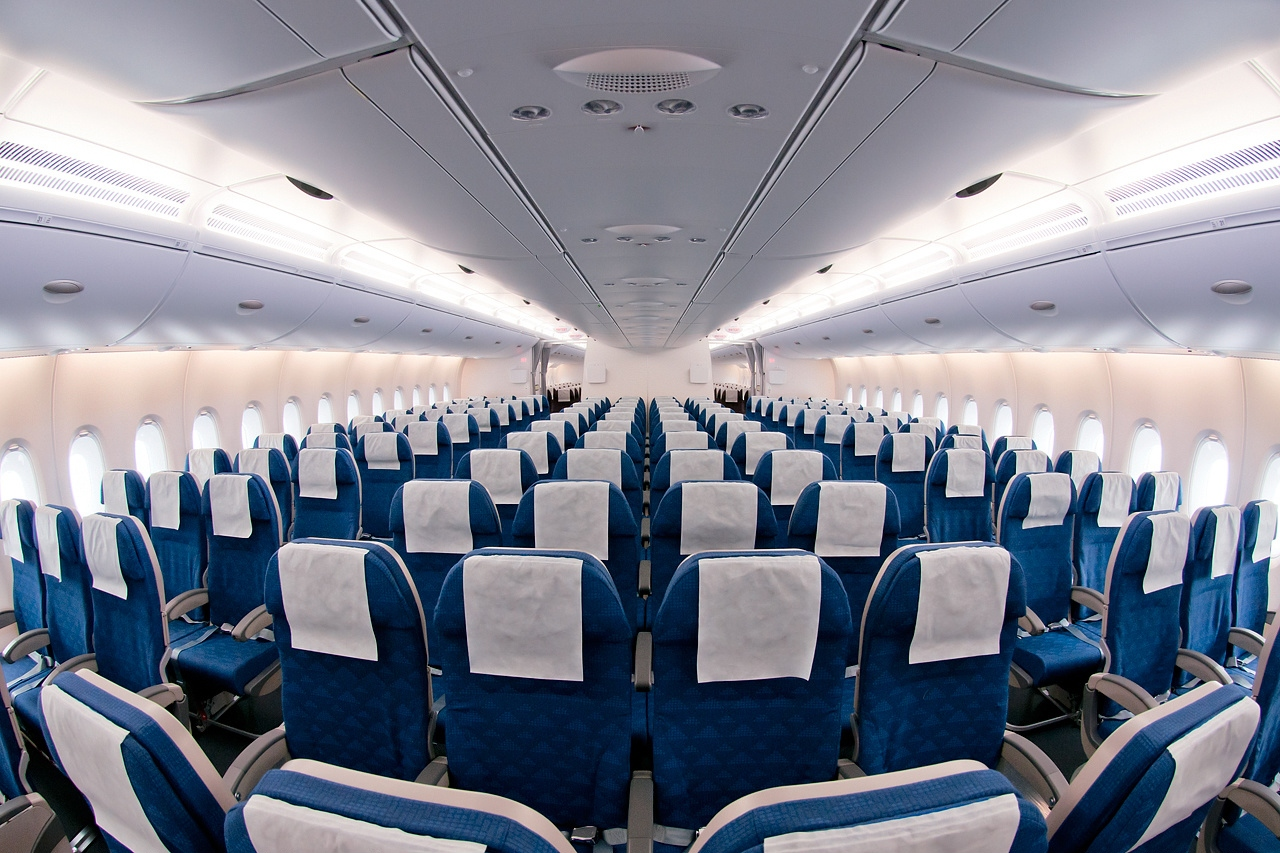
Intérieur d'un long-courrier.

La flotte mondiale d’avions commerciaux – jets et avions à hélices – comptait, le 10 juillet 2017, 28 235 appareils en service, selon le recensement réalisé par le site de presse professionnelle Flightglobal.com. Soit 65 % de plus qu’en 2008. Et selon ses prévisions, cette flotte mondiale devrait encore presque doubler d'ici 2036 pour atteindre 51 200 appareils ;
On constate une nette séparation entre les fabricants d'avions moyen et long-courriers, avions de ligne de plus de 110 places, et les fabricants de court-courriers de 20 à 110 places. Depuis 1998, il ne reste que deux constructeurs, Airbus en Europe et Boeing aux États-Unis, capables de développer ce type d'avions. Ils se partagent le marché mondial pratiquement à égalité et se livrent entre eux une vive concurrence. Selon Boeing, 95 % du marché aéronautique mondial en valeur se répartit entre Boeing et Airbus, les autres constructeurs ne réalisant que 5 % de ce marché. Un marché qui doit s'élever à 95 milliards US$ en 2012 et dépasser pour la première fois les 100 milliards US$, à 104 milliards US$, en 2013.
En 2008 selon les chiffres de FlightInsight, Boeing et Airbus avaient une part de marché pour la flotte totale des avions en activité dans le monde de respectivement 57 % et 32 % sur les gros porteurs et de 64 % et 28 % sur les moyen-courriers. Autrement dit, ces deux constructeurs ont fabriqué l'essentiel des avions moyen et long-courriers en service à ce jour[Quand ?] dans le monde. En juillet 2017, 11 000 appareils Boeing et 8 600 avions Airbus étaient en service.
|        | 1999 | 2000 | 2001 | 2002 | 2003 | 2004 | 2005 | 2006 | 2007 | 2008 | 2009 | 2010 | 2011 | 2012 |
| ------ | ---- | ---- | ---- | ---- | ---- | ---- | ---- | ---- | ---- | ---- | ---- | ---- | ---- | ---- |
| Boeing | 620  | 489  | 527  | 381  | 281  | 285  | 290  | 398  | 441  | 375  | 481  | 462  | 477  | 601  |
| Airbus | 294  | 311  | 325  | 303  | 305  | 320  | 378  | 434  | 453  | 483  | 498  | 510  | 534  | 588  |

Les constructeurs brésilien, canadien et franco-italien se partagent le marché des court-courriers, marché que n'exploitent ni Airbus, ni Boeing. La production russe quant à elle n'est pas encore compétitive et reste confinée. Cependant dans les années 2000, les constructeurs russes rassemblés sous la holding d'état OAK, et les holdings d'état chinoises AVIC et Comac, développent de nouveaux produits qui doivent être capables d'affronter la concurrence occidentale à partir de la fin des années 2010. Il s'agit des court-courrier Sukhoï SuperJet et moyen-courrier Irkout MS-21 pour les Russes, et des court-courrier ARJ-21 et moyen-courrier C919 pour les Chinois.
Le Japon pour sa part limité pour l'instant son ambition à fabriquer un concurrent court-courrier, le Mitsubishi MRJ.
Le principal objectif pour les constructeurs aéronautiques aujourd'hui est de réduire la consommation de carburant de leurs produits, pour des raisons environnementales mais surtout pour des raisons économiques : le kérosène est actuellement le premier poste de dépenses des compagnies aériennes, à hauteur d'environ 30 % de leurs charges. C'est la raison pour laquelle Airbus a décidé en décembre 2010 de remotoriser sa famille A320, avec l'option NEO. Gros succès commercial, puisqu'en 2011 Airbus bat son propre record de ventes avec 1419 commandes nettes, dont 1220 grâce à l'A320 NEO. Boeing riposte en août 2011 avec sa propre version remotorisée du B737, le B737 MAX. En trois mois, Boeing engrange 900 engagements d'achat pour ce modèle.
C'est aussi grâce à ces nouveaux modèles économes en carburant que 2011 est une année exceptionnelle pour l'aéronautique civile. 2011 a été caractérisée par les commandes records de 200 A320 par Air Asia en juin 2011, de 50 B777-300 par Emirates pour 18 milliards de dollars en novembre 2011 et de 208 B737 par Southwest pour 19 milliards de dollars le même mois. Les deux constructeurs ont bénéficié en 2011 des prix toujours élevés du pétrole, du développement rapide des compagnies d'Asie et du Moyen-Orient et de la nécessité pour les compagnies aériennes américaines de renouveler une flotte particulièrement ancienne.
Airbus domine souvent Boeing sur les moyen-courriers (famille A320), ce qui lui permet d'afficher un carnet de commandes en volume régulièrement plus élevé. Cependant, Boeing reste prédominant sur le créneau des long-courriers, avec ses B777 et B787. Ainsi par exemple, en net retard sur Airbus en 2011 en termes de volumes avec seulement 36 % de parts de marché, Boeing a pu malgré tout afficher des ventes équivalentes en valeur cette année-là. Et ce grâce au succès (200 commandes fermes) du B777 générateur de davantage de chiffre d'affaires par unité vendue que les produits de l'européen.

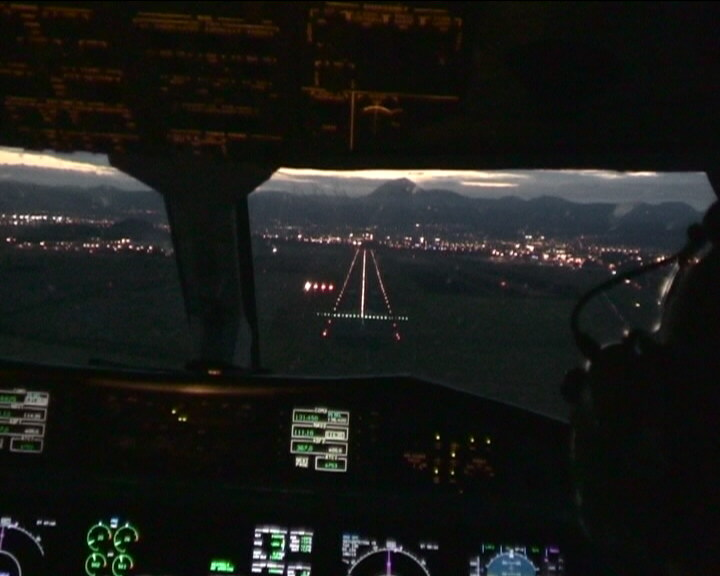
Vue du cockpit d'un avion atterrissant à CFE.

| Année               | 1989 | 1990  | 1991 | 1992 | 1993 | 1994 | 1995 | 1996 | 1997 | 1998 | 1999 | 2000 | 2001 | 2002 | 2003 | 2004  |
| En dollars courants | 60,1 | 77,1  | 67,1 | 62,3 | 59,1 | 54,3 | 54,6 | 64,8 | 63,2 | 50,2 | 52,0 | 76,9 | 76,4 | 71,8 | 84,9 | 157,5 |
| En dollars de 2004  | 90,5 | 110,1 | 92,0 | 83,0 | 76,4 | 68,5 | 66,9 | 77,1 | 73,6 | 57,5 | 58,3 | 83,4 | 80,6 | 75,7 | 86,2 | 157,5 |

### Airbus
Le programme Airbus a été lancé le 29 mai 1969 avec la création d'un groupement d'intérêt économique (GIE) en décembre 1970 associant la France et l'Allemagne. Ils sont rejoints par l'Espagne en 1971 et par la Grande-Bretagne en 1979. Côté français, l'entreprise est l'Aérospatiale (la Société nationale industrielle aérospatiale, née de la fusion de Sud-Aviation, de Nord-Aviation et de la SEREB le 1.01.1970), côté allemand l'entreprise est Deutsche Airbus (regroupement de Messerschmitt-Bölkow-Blohm et de VFW-Fokker), et côté espagnol c'est la CASA. Le britannique Hawker-Siddeley est associé depuis le début au projet et s'occupe des ailes, mais les Britanniques n'entreront dans le GIE qu'en 1979, lorsque British Aerospace (fusion en avril 1977 de Hawker-Siddeley, de Scottish Aviation et de British Aircraft Corporation) prend 20 % du GIE.
Le GIE Airbus a été créé pour concurrencer les constructeurs américains qui détenaient 80 % du marché aéronautique civil/commercial. Il s'agissait de se regrouper pour permettre aux projets de connaître suffisamment de ventes pour être viables économiquement. Les ambitions initiales étaient de constituer une gamme complète d'avions avec au moins 30 % de parts du marché mondial. Pour se faire une place sur le marché, Airbus a cherché à se différencier par un haut niveau de technologie, ce devait être son avantage compétitif. Ainsi, des concepts novateurs : 
- un plancher de cabine surélevé pour un meilleur conditionnement du fret et ainsi augmenter la profitabilité de chaque vol ;
- un nouveau dessin des ailes pour une meilleure portance, et de meilleures performances aérodynamiques ;
- des matériaux composites pour gagner en poids ;
- des transmissions électriques ;
- l'assistance numérique au pilotage ;
- le concept de « familles » : les différents modèles de la gamme doivent intégrer un maximum de caractéristiques communes, en particulier au niveau du poste de pilotage, de façon à faciliter la formation du personnel navigant et à diminuer les coûts de maintenance[7].

En 2001, le GIE devient une SAS détenue à 80 % par EADS et à 20 % par British Aerospace.
En 2003, Airbus devient pour la première fois le premier constructeur par le nombre d'avions livrés, avec 305 livraisons et 52 % du marché mondial.
En septembre 2006, EADS rachète les 20 % de British Aerospace.
En 2013, Airbus produit trois modèles (A320, A330 et A380) sur cinq chaines d'assemblage : à Toulouse, France (A320, A330, A380), à Hambourg, Allemagne (A320) et à Tianjin, Chine (A320). Une nouvelle chaine d'assemblage d'A320 est en cours de construction à Mobile, Alabama (États-Unis), son ouverture est prévue pour 2015.
Airbus exploite également une flotte de 5 Beluga, un appareil aménagé spécifiquement pour le transport des éléments d'avions (ailes, fuselages) entre les différentes usines d'Airbus. Ces appareils sont fabriqués à partir de l'A300-600 lancé en décembre 1980.
Airbus emploie environ 55 000 employés fin 2011.
| Modèle    | Nombre de places   | Rayon d'action en km | Vitesse maximale | Nombre de réacteurs | Motorisation choix 1      | Motorisation choix 2            | Motorisation choix 3  | Date de lancement | Premières livraisons | Prix en millions de dollars US, début 2013 | Nombre de commandes fermes à fin novembre 2012 |  |
| --------- | ------------------ | -------------------- | ---------------- | ------------------- | ------------------------- | ------------------------------- | --------------------- | ----------------- | -------------------- | ------------------------------------------ | ---------------------------------------------- |  |
| A318      | 107 places         | 5 950 km             | Mach 0.82        | 2                   | CFMI CFM56-5B8            | Pratt&Whitney PW6000            |                       | avril 1999        | octobre 2003         | 70.1                                       | 81                                             |  |
| A319      | 124 places         | 6 850 km             | Mach 0,82        | 2                   | CFMI CFM56-5B5            | IAE V2524-A5                    |                       | juin 1993         | avril 1996           | 83.6                                       | 1518                                           |  |
| A319 Neo  | 124 places         | 7 750 km             | Mach 0,82        | 2                   | CFMI Leap-1A              | Pratt&Whitney PW1100G PurePower |                       | décembre 2010     | prévue fin 2015      | 92.0                                       | 1518                                           |  |
| A320      | 150 places         | 6 100 km             | Mach 0,82        | 2                   | CFMI CFM56-5B4            | IAE V2527-A5                    |                       | mars 1984         | mars 1988            | 91.5                                       | 5963                                           |  |
| A320 Neo  | 150 places         | 6 850 km             | Mach 0,82        | 2                   | CFMI Leap-1A              | Pratt&Whitney PW1100G PurePower |                       | décembre 2010     | prévue fin 2015      | 100.2                                      | 5963                                           |  |
| A321      | 185 places         | 5 950 km             | Mach 0,82        | 2                   | CFMI CFM56-5B2            | IAE V2533-A5                    |                       | novembre 1989     | janvier 1994         | 107.3                                      | 1249                                           |  |
| A321 Neo  | 185 places         | 6 850 km             | Mach 0,82        | 2                   | CFMI Leap-1A              | Pratt&Whitney PW1100G PurePower |                       | décembre 2010     | prévue fin 2015      | 117.4                                      | 1249                                           |  |
| A330-200  | 246 places         | 13 100 km            | Mach 0,86        | 2                   | General Electric CF6-80E1 | Pratt&Whitney PW4000-100        | Rolls-Royce Trent 700 | novembre 1995     | avril 1998           | 216.1                                      | 576                                            |  |
| A330-300  | 300 places         | 11 000 km            | Mach 0,86        | 2                   | General Electric CF6-80E1 | Pratt&Whitney PW4000-100        | Rolls-Royce Trent 700 | juin 1987         | décembre 1993        | 239.4                                      | 613                                            |  |
| A330-200F | fret, 109 tonnes   | 7 400 km             | Mach 0,86        | 2                   | Pratt&Whitney PW4000-100  | Rolls-Royce Trent 700           |                       | janvier 2007      | juillet 2010         | 219.1                                      | 52                                             |  |
| A350-800  | 270 places         | 15 700 km            | Mach 0,85        | 2                   | Rolls-Royce Trent XWB     |                                 |                       | novembre 2006     | prévue mi 2016       | 254.3                                      | 92                                             |  |
| A350-900  | 314 places         | 15 000 km            | Mach 0,85        | 2                   | Rolls-Royce Trent XWB     |                                 |                       | novembre 2006     | prévue fin 2014      | 287.7                                      | 365                                            |  |
| A350-1000 | 350 places         | 15 600 km            | Mach 0,85        | 2                   | Rolls-Royce Trent XWB     |                                 |                       | novembre 2006     | prévue mi-2017       | 332.1                                      | 105                                            |  |
| A380-800  | 525 places         | 15 700 km            | Mach 0,89        | 4                   | Rolls-Royce Trent 900     | Engine Alliance GP7200          |                       | décembre 2000     | octobre 2007         | 403.9                                      | 257                                            |  |
| A380F     | fret, 252,2 tonnes | 10 400 km            | Mach 0,89        | 4                   | Rolls-Royce Trent 900     | Engine Alliance GP7000          |                       | décembre 2000     | version suspendue    |                                            |                                                |  |

Airbus a lancé fin 2010 le programme NEO (New Engine Option) pour sa famille de moyen-courriers, qui consiste à remotoriser les A319, A320, A321 et leur adjoindre des sharklets aux extrémités des ailes, afin de réduire leur consommation de carburant de 15 %, leurs émissions de NOx, de bruit, et réduire également les frais de maintenance. Les compagnies aériennes auront le choix pour la motorisation entre le LeapX de CFM International et le PurePower PW1100G de Pratt & Whitney,.
Ces nouvelles versions devraient être mises en service en octobre 2015, le prix de l'option NEO est de 6,2 millions de dollars US.
En novembre 2011, Airbus décide, face à la concurrence du B777, d'abandonner la production des A340. Airbus a produit au total 377 A340 entre 1993 et 2011, contre 1 295 B777 pour Boeing.

### Boeing
Boeing a été fondé à Seattle (Washington) le 15 juillet 1916 par William E. Boeing et George Conrad Westervelt. Nommée d'abord B&W, l'entreprise est ensuite rebaptisée Pacific Aero Products puis Boeing Airplane Company. La première commande de l'entreprise est un ensemble de cinquante hydravions pour l'US Navy en 1917 lors de l'entrée des États-Unis dans la Première Guerre mondiale. Mais à l'issue de la guerre, l'entreprise, à la suite de la réduction des commandes militaires, doit se diversifier : elle se lance dans la construction d'avions pour le transport postal et le transport de passagers, des activités naissantes. Son activité militaire permet alors de faciliter le développement et la construction de ces nouveaux avions.
En 1927, Boeing crée la filiale Boeing Air Transport, pour s'occuper du transport aérien et de la liaison aéropostale San Francisco-Chicago. Boeing Air Transport fusionne en 1928 avec Pacific Air Transport.
En 1929, Boeing se rapproche du motoriste Pratt & Whitney et forment ensemble la United Aircraft and Transport Corporation, l'UATC. UATC rachète ensuite d'autres acteurs du secteur aéronautique, tels que Stearman Aircraft Co, Boeing Aircraft of Canada, Chance Vought, Sikorsky, Northrop, Standard Steel, Propeller, Varney Airlines… et à la suite de cette concentration verticale, UTAC devient présent dans tous les domaines de l'aéronautique, depuis la fabrication des aérostructures aux moteurs en passant par les compagnies aériennes.
En 1933, le révolutionnaire 247 est lancé. C'est le premier avion de ligne moderne : il est beaucoup plus rapide, plus sûr, plus facile à piloter que les autres avions.
En 1934, une réglementation anti-trust se met en place et force l'éclatement de l'UATC : la loi Black-McKellar sur l'US Air Mail interdit à une même entreprise d'être présente à la fois dans le transport aérien et dans la construction des avions. Une compagnie aérienne doit ainsi être indépendante de tout constructeur pour obtenir l'autorisation de transport postal. En septembre 1934, United Aircraft and Transport Corporation se scinde donc en trois sociétés indépendantes : 
- United Air Lines dans le transport aérien ;
- Boeing Airplane Company qui regroupe les activités à Seattle, au Canada et Stearman à Wichita (Kansas) ;
- United Aircraft Corp regroupe Hamilton Aero, Pratt & Whitney, Sikorsky Aircraft, Chance Vought, Standard Steel Propeller.

Lors de la concentration de l'industrie aéronautique et de défense américaine des années 1990, Boeing a racheté les activités défense et espace de Rockwell International en 1996, Mc Donnell Douglas en 1997, le britannique Hawker en 2000 et De Havilland Australia la même année. Boeing est alors leader mondial dans les secteurs de l'aéronautique civile et militaire. Les avions commerciaux ne sont donc aujourd'hui qu'une filiale d'un vaste groupe présent dans l'aéronautique militaire, les hélicoptères, les satellites, les missiles, les fusées. Boeing est également un acteur du programme International Space Station.
Finalement, Boeing intègre aujourd'hui des grands noms de l'aéronautique américaine, tels que North American Aviation, McDonnell Douglas, les activités spatiales et militaires de Rockwell International, les satellites Hughes Space & Communication et Jeppesen Sanderson.
Mais Boeing doit maintenant faire face à la concurrence accrue d'Airbus et à l'apparition de nouveaux intervenants en Chine, Russie, Canada, Japon, Brésil.
En 2005, Boeing externalise la fabrication des aérostructures (ailes, fuselages, nacelles) de l'ensemble de sa production en logeant cette activité dans une nouvelle société, Spirit AeroSystems, qu'il revend ensuite.
Boeing Commercial Airplanes a réalisé en 2011 un chiffre d'affaires de US$ 36,2 milliards, avec environ 79 000 employés et fabrique cinq modèles d'avions sur sept chaines d'assemblage aux États-Unis. Le siège social du groupe est à Chicago (Illinois), ses principales usines sont à Everett, près de Seattle (Washington), pour le B737, le B767, le B777, le B747 et le B787, à Renton (Washington) pour le B737, et à North Charleston (Caroline du Sud) pour le B787.
Le site de Wichita, Kansas, produisait jusqu'en 2000 le B737. Inauguré en 1929, il s'agit de l'un des plus anciens sites de Boeing. Il est actuellement, avec 2 160 employés, exclusivement consacré aux activités militaires du groupe. Boeing a annoncé en janvier 2012 la fermeture d'ici fin 2013 de ce site historique.
| Modèle                 | Nombre de places | Rayon d'action en km | Vitesse maximale | Nombre de réacteurs | Motorisation choix 1        | Motorisation choix 2     | Motorisation choix 3  | Date de lancement | Premières livraisons | Compagnie de lancement          | Prix en millions de dollars US en 2013 | Nombre de commandes fermes à fin octobre 2012 |
| ---------------------- | ---------------- | -------------------- | ---------------- | ------------------- | --------------------------- | ------------------------ | --------------------- | ----------------- | -------------------- | ------------------------------- | -------------------------------------- | --------------------------------------------- |
| 737-700                | 126 à 149 places | 6 370 km             | Mach 0,82        | 2                   | CFMI CFM56-7                |                          |                       | novembre 1993     | décembre 1997        | Southwest                       | 76.0                                   | 1370                                          |
| 737-MAX 7              | 126 à 149 places | 6 370 km             | Mach 0,82        | 2                   | CFMI Leap 1B                |                          |                       | aout 2011         | prévue en 2017       |                                 | 85.1                                   |                                               |
| 737-800                | 162 à 189 places | 5 765 km             | Mach 0,82        | 2                   | CFMI CFM56-7                |                          |                       | septembre 1994    | printemps 1998       | Hapag-Lloyd                     | 90.5                                   | 4116                                          |
| 737-MAX 8              | 162 à 189 places | 5 765 km             | Mach 0,82        | 2                   | CFMI Leap 1B                |                          |                       | aout 2011         | prévue en 2017       |                                 | 103.7                                  |                                               |
| 737-900ER              | 180 à 215 places | 6 045 km             | Mach 0,82        | 2                   | CFMI CFM56-7                |                          |                       | juillet 2005      | 2007                 | Lion Air                        | 96.1                                   | 545                                           |
| 737-MAX 9              | 180 à 215 places | 6 045 km             | Mach 0,82        | 2                   | CFMI Leap 1B                |                          |                       | aout 2011         | prévue en 2017       |                                 | 109.9                                  |                                               |
| 767-300ER              | 218 à 350 places | 11 070 km            | Mach 0,80        | 2                   | General Electric CF6-80C2   | Pratt&Whitney PW4000-14  |                       | mars 1987         | mars 1988            | American Airlines               | 185.8                                  | 584                                           |
| 767-300 Freighter      | fret, 185 tonnes | 6 025 km             | Mach 0,80        | 2                   | General Electric CF6-80C2   |                          |                       | janvier 1993      | octobre 1995         | United Parcel Service           | 188.0                                  | 126                                           |
| 787-8                  | 210 à 250 places | 14200 à 15 200 km    | Mach 0,85        | 2                   | Rolls-Royce Trent 1000      | General Electric GEnx-1B |                       | avril 2004        | septembre 2011       | All Nippon Airways              | 211.8                                  | 523                                           |
| 787-9                  | 250 à 290 places | 14800 à 15 750 km    | Mach 0,85        | 2                   | Rolls-Royce Trent 1000      | General Electric GEnx-1B |                       | avril 2004        | prévue en 2014       | Air New Zealand                 | 249.5                                  | 315                                           |
| 787-10                 | 300 à 330 places | 12 964 km            | Mach 0,85        | 2                   | Rolls-Royce Trent 1000      | General Electric GEnx-1B |                       | juillet 2013      | prévue en 2018       |                                 | 288.7                                  | 102                                           |
| 777-200ER              | 301 à 440 places | 14 305 km            | Mach 0,84        | 2                   | General Electric GE90-94B   | Pratt&Whitney PW4000-112 | Rolls-Royce Trent 800 | octobre 1990      | février 1997         | British Airways                 | 261.5                                  | 427                                           |
| 777-200LR              | 301 places       | 17 445 km            | Mach 0,84        | 2                   | General Electric GE90-110B1 |                          |                       | février 2000      | février 2006         | Pakistan International Airlines | 296.0                                  | 58                                            |
| 777-300ER              | 365 places       | 14 594 km            | Mach 0,84        | 2                   | General Electric GE90-115B  |                          |                       | février 2000      | avril 2004           | Air France                      | 320.2                                  | 620                                           |
| 777-8X                 | 365 places       |                      |                  | 2                   | General Electric            |                          |                       |                   |                      |                                 |                                        |                                               |
| 777-9X                 | 400 places       |                      |                  | 2                   | General Electric            |                          |                       |                   |                      | Lufthansa                       |                                        |                                               |
| 777 Freighter          | fret, 103 tonnes | 9 038 km             | Mach 0,84        | 2                   | General Electric GE90-110B1 |                          |                       | mai 2005          | février 2009         | Air France                      | 300.5                                  | 127                                           |
| 747-8 Intercontinental | 467 places       | 14 815 km            | Mach 0,85        | 4                   | General Electric GEnx-2B67  |                          |                       | novembre 2005     | avril 2012           | Lufthansa                       | 356.9                                  | 41                                            |
| 747-8 Freighter        | fret, 140 tonnes | 8 130 km             | Mach 0,85        | 4                   | General Electric GEnx-2B67  |                          |                       | novembre 2005     | octobre 2011         | Cargolux                        | 357.5                                  | 70                                            |

En avril 2004, Boeing lance le B787 et réalise plusieurs sauts technologiques. Boeing remplace une grande partie de l'aluminium par des matériaux composites, en particulier à base de carbone, pour la fabrication des aérostructures. Le but est de réduire significativement le poids de l'appareil. La masse du B787 est ainsi composée à 50 % de matériaux composites, à 20 % d'aluminium, à 15 % de titane et à 10 % d'acier. Le poids du B777, conçu dans les années 1990, est lui dû à 50 % à l'aluminium et à 12 % seulement aux matériaux composites : Boeing a choisi de remplacer l'aluminium par des matériaux composites.
La seconde rupture technologique concerne la généralisation de l'électrification de l'avion. Alors que le dernier né d'Airbus, l'A380, embarque une puissance électrique de 600 kW, le B787 possède un système électrique de plus de 1 000 kW. Boeing remplace de cette façon des systèmes mécaniques ou hydrauliques, pour les freins, le dégivrage des ailes ou le conditionnement de l'air, et réduit d'autant le poids de l'appareil.
Boeing annonce que son B787 consomme 20 % de carburant en moins que les appareils concurrents équivalents et permet de réduire le coût par siège et par kilomètre de 10 % par rapport à ses concurrents. La rupture technologique des matériaux composites doit également faciliter la fabrication de l'avion, Boeing annonçant par exemple que moins de 10 000 trous sont percés dans les aérostructures de l'appareil durant son assemblage, contre 1 million pour un Boeing 747.
Avec trois ans de retard et l'abandon de la version B787-3, Boeing livre le premier B787-8 à All Nippon Airways en septembre 2011.
En aout 2011, en réponse à la version NEO de l'A320 d'Airbus, Boeing a d'autre part lancé la version MAX de son B737. Cette nouvelle version, dotée de nouveaux réacteurs CFMI, doit être aussi économe en carburant que l'A320 NEO. Fin octobre 2012, Boeing a enregistré 878 commandes fermes pour cette nouvelle version dont les livraisons doivent débuter en 2017.

### OAK
OAK ou United Aircraft Corporation est la holding d'État russe créée en 2006 pour regrouper les différents constructeurs aéronautiques. Traditionnellement en Russie, les bureaux d'études, souvent célèbres, sont distincts des usines de production. OAK est détenue en 2013 à 84,33 % par la fédération de Russie. Elle possède les bureaux d'études : 
- Soukhoï (85 %)
- Irkut Corporation (95 %)
- Tupolev (90 %)
- UAC - Transport Aircraft (100 %)
- MiG (58 %)
- Yakovlev (82 %)
- Iliouchine (87 %)
- AeroComposit (100 %)
- Gromov Flight Research Institute (en) (94 %)
- Beriev (95 %)
- Miassichtchev (100 %)
- 50 % de l'ukrainien Antonov

et les sites de production : 
- KnAAPO (filiale de Sukhoi) à Komsomolsk-sur-l'Amour
- NAPO (filiale de Sukhoi) à Novossibirsk
- NAPO Sokol (99 %) à Nijni Novgorod
- IAPO (filiale de Irkut) à Irkoutsk
- Aviastar-SP (100 %) à Oulianovsk
- VASO (97 %) à Voronej
- KAPO (97 %) à Kazan

ainsi que les sociétés de leasing IFC (49 %) et FLC (89 %).
Les avions russes produits actuellement sont : 
|            | Catégorie      | Bureau d'étude | Nombre de passagers | Distance franchissable | Motoriste         | Nombre et type de réacteurs | Poussée par réacteur (en kgp) | Vitesse (km/h) | Site de production      | Premier vol |
| Il-96-300  | long-courrier  | Iliouchine     | 235 à 300           | 13.500                 | Perm Motors Group | 4× PS-90A                   | 16.000                        | 850 à 870      | VASO (Voronezh)         | 1988        |
| Il-96-400M | long-courrier  | Iliouchine     | 315 à 436           | 13.200                 | Perm Motors Group | 4× PS-90A1                  | 17.400                        | 870            | VASO (Voronezh)         | 1988        |
| Tu-204-100 | moyen-courrier | Tupolev        | 210                 | 4300                   | Perm Motors Group | 2× PS-90A                   | 16.000                        | 810 à 850      | Aviastar-SP (Ulyanovsk) | 1989        |
| Tu-204-120 | moyen-courrier | Tupolev        | 164                 | 4100                   | Rolls-Royce       | 2× RB.211                   | 19.000                        | 810 à 850      | Aviastar-SP (Ulyanovsk) | 1989        |
| Tu-214     | moyen-courrier | Tupolev        | 210                 | 4340                   | Perm Motors Group | 2× PS-90A                   | 16.140                        | 810 à 850      | KAPO (Kasan)            | 1996        |
| Tu-204-300 | moyen-courrier | Tupolev        | 210                 | 5800                   | Perm Motors Group | 2× PS-90A                   | 16.140                        | 810 à 850      | Aviastar-SP (Ulyanovsk) | 2003        |

|            | Bureau d'étude | Charge marchande maximale | Distance franchissable | Motoriste          | Nombre et type de réacteurs | Poussée par réacteur (en kgp) | Vitesse (km/h) | Site de production      | Premier vol |
| An-124     | Antonov        | 120 tonnes                | 4600                   | Ivtchenko-Progress | 4× TFE D-18T                | 23.400                        | 750 à 850      |                         | 1982        |
| Il-96-400T | Iliouchine     | 92 tonnes                 | 5000                   | Perm Motors Group  | 4× PS-90A1                  | 17.400                        | 870            | VASO (Voronezh)         | 1988        |
| Tu-204C    | Tupolev        | 30 tonnes                 | 2400                   | Perm Motors Group  | 2× PS-90A                   | 16.140                        | 810 à 850      | Aviastar-SP (Ulyanovsk) | 1989        |

Via ses filiales Irkout et Yakovlev, la holding développe et produira l'appareil russe moyen courrier MS-21. L'Irkout MS-21 doit remplacer les Tupolev Tu-154 et concurrencer le B737 et l'A320. Trois versions sont prévues : le MS21-200 de 150 places, le MS21-300 de 180 places et le MS21-400 de 210 places. Chaque modèle devrait être proposé en version standard (STD) et en version à rayon d'action étendu (ER), voire en version à très long rayon d'action (LR) pour le -200. Les premiers vols sont prévus pour 2014 avec des premières livraisons en 2017. L'investissement total nécessaire est estimé à 3 milliards de dollars et les avions devraient être assemblés dans l'usine Irkout de Irkoutsk. Deux offres de réacteurs devraient être proposées, à savoir le réacteur russe PD-14 d'Aviadvigatel et un réacteur étranger, le PW1400G de Pratt & Whitney. Il est prévu d'exporter 75 % de la production et de gagner 10 % de parts de marché sur le marché mondial des 150-220 sièges.

### Nouveaux constructeurs
De nouveaux intervenants développent actuellement des moyen-courriers : le canadien Bombardier, la holding d'aéronautique russe OAK et la société aéronautique chinoise COMAC. Ce sont des entreprises qui développent ou ont déjà développé des avions régionaux.

#### Bombardier
Bombardier développe actuellement la gamme CSeries, avec le CS-100 et le CS-300, qui se positionnent en concurrents des Boeing 737-600 et Airbus A318 ou A319. La société a déjà reçu des commandes de Lufthansa dès juillet 2008 pour 30 CS-100 et de Lease Corporation International pour 3 CS-100 et 17 CS-300. Le premier vol est prévu pour 2012 avec une mise en service en 2013 pour le CS-100 et en 2014 pour le CS-300.
En 2017, la branche d'appareil commercial de Bombardier a été rachetée par Airbus.
- CS-100 (A220-100) : 100 à 125 passagers
- CS-300 : 119 à 145 passagers

Ces avions seront motorisés par Pratt & Whitney. Le rayon d'action prévu est de 4 000 km en version standard, une version ER à rayon d'action étendu (5 500 km) est également prévue.
Fin 2011, Bombardier totalisait 133 commandes fermes pour ses CSeries. L'avantage compétitif du CSeries, à savoir des moteurs 15 % plus économes en carburant, est désormais mis à mal par les A320 NEO et B737 MAX. Bombardier a donc décidé en mars 2012 de collaborer avec le chinois COMAC, fabricant du futur C919, pour les cockpits, le circuit électrique et les alliages aluminium-lithium (en).

#### COMAC
Commercial Aircraft Corporation of China (COMAC), basée à Shanghaï, a été fondée le 11 mai 2008 pour développer, produire et commercialiser un avion de ligne moyen-courrier, le Comac C919. L'État chinois est l'actionnaire majoritaire de la Comac, avec 58 % du capital ; 26 % sont par ailleurs possédés par AVIC.
Le Comac C919 est un avion de 168 à 190 passagers qui doit concurrencer l'A320 et le B737. Les premières livraisons sont prévues pour 2016. Deux versions sont prévues, une version standard de 4 000 km de rayon d'action et une version à rayon d'action étendu (5 500 km). Les ambitions sont de capter un tiers du marché mondial, à égalité avec Boeing et Airbus. Les Chinois comptent d'abord sur leur immense marché domestique. Ce projet a été décidé lors du 11e plan quinquennal pour la période 2006-2011. Le C919 doit effectuer son premier vol en 2014. Il sera d'abord motorisé par le Leap-X de CFMI, en attendant un réacteur chinois. COMAC a signé un protocole d'accord avec le motoriste allemand MTU Aero Engines en janvier 2010 en vue de produire ce réacteur d'ici 2020.

### Motoristes
Les avions moyen- et long-courriers occidentaux sont motorisés par les Américains General Electric, Pratt & Whitney, le britannique Rolls-Royce, et par des coentreprises : 
- CFMI : CFM International, coentreprise détenue à parité par General Electric (États-Unis) et Safran (France)[20] ;
- Engine Alliance, coentreprise détenue à parité par General Electric (États-Unis) et Pratt & Whitney (États-Unis)[20] ;
- IAE : International Aero Engines, coentreprise détenue à 32,5 % par Pratt & Whitney (États-Unis), à 32,5 % par Rolls-Royce (Royaume-Uni), à 23 % par Japanese Aero Engines Corporation (Japon) et à 12 % par MTU Aero Engines (Allemagne)[20].

En Russie et en Ukraine, on trouve les motoristes Perm Motors/Aviadvigatel, Ivtchenko-Progress et NPO Saturn.

## Court-courriers d'aujourd'hui
Le segment des avions de transport régionaux ou avions de ligne court-courriers compte un nombre plus important de constructeurs que les moyen ou long-courriers et constitue souvent le segment d'entrée pour le marché aéronautique, les contraintes financières et technologiques étant plus faibles. On trouve actuellement ATR (France/Italie), Bombardier (Canada), Embraer (Brésil). De nombreux projets russe, chinois, japonais et indien sont actuellement en développement. Cependant, le marché des avions court-courriers est aussi nettement plus petit que le marché des avions moyen-courriers ou long-courriers.
Les court-courriers se décomposent en deux catégories à la technologie bien distincte : 
- les jets, motorisés par des turboréacteurs, avec le brésilien Embraer, le canadien Bombardier, l'ukrainien Antonov, le russe Sukhoï qui développe le premier avion commercial russe depuis la fin de l'ère soviétique, et prochainement le chinois ACAC et le japonais Mitsubishi Heavy Industries ;
- les avions à hélices, motorisés par des turbopropulseurs, avec le franco-italien ATR et le canadien Bombardier.

Dans les années 1990, aussi bien les compagnies aériennes que les fabricants d'avions régionaux délaissent les turbopropulseurs et privilégient les modèles à turboréacteurs, plus rapides ; c'est l'âge d'or d'Embraer et des jets de Bombardier. Progressivement, Fokker en 1996, Saab en 1998 et Fairchild-Dornier en 2002 cessent leur activité d'avions de transport régional. Bombardier délaisse son activité turbopropulseurs et ATR frôle le dépôt de bilan : en 2003 ATR n'enregistre que dix commandes et ne livre que neufs avions.
Mais les jets sont également beaucoup plus gourmands en kérosène que les turbopropulseurs. Et le prix du baril de pétrole à New York grimpe au début des années 2000 : il passe de 346 dollars, à 4 342 dollars, et 5 580 dollars, puis reste à des niveaux élevés. Les turbopropulseurs jugés jusqu'alors peu performants redeviennent très intéressants pour les compagnies aériennes. Sur une distance de 200 milles nautiques, la consommation de carburant par passager de l'ATR 72 est inférieure de 15 % à la consommation d'une voiture européenne standard et inférieure de 60 % à la consommation d'un jet de même capacité. Bombardier, qui s'est focalisé sur ses jets, se trouve marginalisé lorsque la demande de turbopropulseurs repart. Le principal fabricant en 2011 pour ces appareils reste ATR.
ATR affiche 90 commandes en 2005, 113 en 2007, 157 en 2011. À côté de ses modèles ATR-42 de 50 places et ATR-72 de 70 places, ATR a l'ambition de produire un modèle de 90 places pour satisfaire une demande estimée à 1000 appareils sur 20 ans pour un tel modèle. En 2011, les livraisons de turbopropulseurs représentaient 72 % des livraisons d'avions de transport régional, contre 28 % pour les jets. Et ATR s'est octroyé 80 % des commandes d'avions régionaux en 2011, contre 15 % pour les fabricants de jets, Bombardier et Embraer. Les modèles à turbopropulseurs de Bombardier n'ont enregistré que 8 commandes cette année-là.
Le marché asiatique est particulièrement intéressant pour les avions régionaux à hélices : sur une flotte totale de 1200 ATR en service à travers le monde en 2011, 250 opèrent en Asie-Pacifique, région qui représente 40 % des ventes d'ATR depuis 2005. Ces avions permettent de concurrencer le train, le bus, le ferry. En Indonésie, pays composé de 17.000 îles, cet avion est particulièrement adapté : 43 % du trafic consiste en des vols de moins d'une heure entre 185 aéroports.
Aujourd'hui, la concurrence de la Chine se précise. Alors qu'ATR hésite à produire un modèle de 90 places, le chinois AVIC envisage de lancer son propre avion à turbopropulseurs de 90 places d'ici 2015 et le canadien Bombardier propose à Pékin d'apporter son savoir-faire et son réseau commercial international en échange d'un soutien pour ses propres avions moyen-courriers CSeries sur le marché chinois.
Le principal motoriste des turbopropulseurs est en 2012 Pratt & Whitney of Canada, qui avec les PW100/150, équipe les ATR et les Bombardier.
| Pays   | Constructeur | 1999 | 2000 | 2001 | 2002 | 2003 | 2004 | 2005 | 2006 | 2007 | 2008 | 2009 | 2010 | 2011 | 2012 |
| Brésil | Embraer      | 103  | 157  | 153  | 121  | 87   | 134  | 120  | 102  | 130  | 162  | 125  | 101  | 105  | 106  |
| Canada | Bombardier   | 81   | 105  | 165  | 191  | 214  | 178  | 121  | 64   | 62   | 56   | 60   | 41   | 33   | 14   |

| Pays          | Constructeur | 1999 | 2000 | 2001 | 2002 | 2003 | 2004 | 2005 | 2006 | 2007 | 2008 | 2009 | 2010 | 2011 | 2012 |
| France Italie | ATR          |      |      | 20   | 19   | 9    | 13   | 15   | 24   | 44   | 55   | 54   | 51   | 54   | 64   |
| Canada        | Bombardier   | 23   | 52   | 41   | 29   | 18   | 22   | 28   | 48   | 66   | 54   | 61   | 56   | 45   | 36   |

Les différents modèles d'avions régionaux actuellement commercialisés sont : 
- ATR : ATR 42, ATR 72 (46 à 72 places)
- Bombardier à turbopropulseurs : Q400 (78 places)
- Bombardier à réacteurs : CRJ700, CRJ900, CRJ1000 (50 à 100 places)
- Embraer : Embraer 170, Embraer 175, Embraer 190, Embraer 195, ERJ145 (50 à 122 places)
- Antonov : Antonov 148 (70 à 80 places)
- Sukhoï : SuperJet 75, SuperJet 100 (86 à 98 places)
- ACAC : ARJ 21-700 (78 à 90 places)
- Mitsubishi Aircraft Corporation : MRJ70, MRJ90 (70 à 96 places)
- National Aerospace Laboratories : RTA-70, RTA-90, RTA-110 (70 à 110 places)

La holding aéronautique d'État russe OAK propose le jet SuperJet 100 (SSJ-100) via sa filiale Sukhoï et la société Sukhoï Civil Aircraft Company (SCAC) et les bureaux d'études Iliouchine et Yakovlev. NPO Saturn a créé une joint-venture avec le français SNECMA, Powerjet, pour produire les réacteurs SaM-146 affectés au SSJ-100. NPO Saturn est déjà le motoriste de tous les chasseurs de Sukhoï. Le SSJ-100 doit remplacer les vieux appareils en service sur les lignes régionales russes : les Yakovlev Yak-40 et Yak-42 et les Tupolev Tu-134. Trois versions sont proposées : le SSJ100-75 de 78 passagers, le SSJ100-95 de 98 passagers, et une version de 110 places encore à l'étude. Son principal concurrent sur son marché domestique est le Tupolev Tu-334. Le premier vol commercial a été effectué en avril 2011. Fin 2011, le SSJ-100 a été commandé à 168 exemplaires par 12 clients. En mars 2012 l'avion a obtenu la certification de l'Agence européenne de la sécurité aérienne ce qui permettra à Sukhoï d'exporter l'appareil hors de Russie. Le point d'équilibre du programme est de 300 ventes.
|              | Catégorie | Bureau d'étude | Nombre de passagers | Distance franchissable | Motoriste          | Nombre et type de réacteurs | Poussée par réacteur (en kgp) | Vitesse (km/h) | Site de production            | Premier vol |
| An-148       | jet       | Antonov        | 85                  | 2100 à 4400            | Ivtchenko-Progress | 2x D-436-148                | 6830                          | 800 à 870      | VASO (Voronezh)               | 2004        |
| SuperJet 100 | jet       | Sukhoï         | 98                  | 3048 à 4578            | PowerJet Company   | 2x SaM 146                  | 7700                          | Mach 0.78      | KnAAPO (Komsomolsk-sur-Amour) | 2008        |

L'ARJ-21 est le premier avion commercial chinois. Il est produit par AVIC Commercial Aircraft Corporation (ACAC), une entreprise d'État chinoise détenue à 57 % par l'État. Ce jet de 78 à 105 passagers est décliné en plusieurs versions, l'ARJ21-700 de 78 à 90 places, l'ARJ21-900 de 98 à 105 places, et une version cargo de charge utile maximale de 10 tonnes. L'ARJ21-700 a effectué son premier vol le 28 novembre 2008 et réunit début 2011 340 commandes.
Le MRJ (Mitsubishi Regional Jet) est un avion régional à turboréacteurs disponible en deux versions : le MRJ-70 de 78 à 80 passagers et le MRJ-90 de 86 à 96 passagers. Cet avion est construit par Mitsubishi Aircraft Corporation, une société détenue à 80 % par Mitsubishi Heavy Industries. Le MRJ est motorisé par le PurePower PW1000G de Pratt & Whitney. Les premières livraisons sont prévues pour 2017 avec 4 ans de retard et avec pour compagnie de lancement All Nippon Airways. C'est le premier avion civil commercial fabriqué par le Japon depuis les années 1960 et un petit jet qui ne parvint jamais à être rentable, le NAMC YS-11. Le MRJ est fabriqué à partir d'alliages d'aluminium et s'appuie sur des fournisseurs tels que Rockwell Collins pour l'avionique, Hamilton Sundstrand pour les systèmes électriques et les équipements de contrôle de l'air, Spirit pour des éléments d'infrastructure, ou encore Boeing qui assistera Mitsubishi Aircraft Corporation pour la commercialisation et la maintenance de l'avion.

## Dans la fiction
Plusieurs films se déroulent à huis clos dans un avion de ligne :
- Y a-t-il un pilote dans l'avion ? (Airplane!), un film comique américain sorti en 1980 ;
- Ultime Décision (Executive Decision), sorti en 1996;
- Air Force One, sorti en 1997;
- Flight Plan (Flightplan), sorti en 2005;
- Amour et turbulences, comédie romantique française sortie en 2013.